# Dynastie Ming
Dynastie Ming (čínsky v českém přepisu Ming čchao, pchin-jinem Míng Cháo, znaky 明朝; doslova „Zářivá dynastie“) vládla v říši Ming, neboli Číně v letech 1368–1644, na jihu země se mingský stát udržel do roku 1661, byť na stále se zmenšujícím se území. Byla poslední čínskou národní dynastií, po ní byla Čína dobyta mandžuskou říší Čching (1635–1912). Národní čínský stát došel své obnovy až po pádu Čchingů roku 1912, když vznikla Čínská republika.
Jejím zakladatelem byl Ču Jüan-čang, vůdce povstání proti mongolské dynastii Jüan. On a jeho potomci pozvedli Čínu k dlouhodobé hospodářské prosperitě a politické stabilitě. Postupem doby díky polygamii běžné u vyšších vrstev čínské společnosti vzrostl počet mužských členů rodu na sto tisíc. Z politiky však byli, kromě císařů a následníků trůnu, v zájmu stability vlády vyloučeni.
Od konce 16. století hospodářské potíže a z nich plynoucí rolnická povstání přinesly oslabení mingské moci, využité roku 1644 Mandžuy ke svržení dynastie a převzetí moci v Číně.

## Původ
Zakladatelem a prvním císařem dynastie byl Ču Jüan-čang, který se narodil roku 1328 v rodině chudého čínského rolníka žijícího v okrese Čung-li (鍾離, dnes Feng-jang) v provincii An-chuej ve střední Číně na dolním toku Jang-c’-ťiang. Poté, co roku 1344 při epidemii zemřeli jeho rodiče a dva bratři, střídavě pobýval v buddhistickém klášteře anebo se živil žebrotou. Roku 1352 se přidal k bojovníkům povstání rudých turbanů, záhy vynikl a získal čelné postavení mezi povstalci, porazil ostatní povstalecké vůdce i mongolská vojska říše Jüan, roku 1368 se prohlásil císařem čínské říše Ming a do roku 1381 dobyl celou zemi.

## Název
Říši a dynastii Ming vyhlásil Ču Jüan-čang (jako císař je znám pod jménem své éry vlády – Chung-wu) v tehdejším hlavním městě Nankingu v lednu 1368. Ču byl už roku 1361 vůdcem Rudých turbanů a císařem povstalecké říše Sung Chan Lin-erem jmenován vévodou z Wu (吳國公), (Wu byl název starověkého státu Wu a později regionu na dolním toku řeky Jang-c’-ťiang) 4. února 1364 se Ču Jüan-čang prohlásil za krále Wu (吳王). Navzdory tomu se nejmenoval, jak by bylo přirozené, císařem Wu, ale pro svůj stát a novou dynastii vybral název „Ming“ (明) – Jasná či Zářivá, plným názvem „Ta Ming“ (大明) – Velká záře.
Název Ming měl v tehdejší Číně několikerý politický kontext. Jas a záře evokovaly oheň a tedy i rudou barvu a jih, prvky vyjadřující opozici vůči dynastii Jüan. Ta totiž byla v čínském systému pěti prvků a souvstažností mezi nimi na základě podobnosti slov jüan a süan (temný) spojována s vodou, černou barvou a severem. Geografické položení Mongolů na severu a Číňanů na jihu asociaci posilovalo. Na druhé straně Chung-wu částečně převzal titul „Velký král světla“ (Ta Ming wang, 大明王) Chan Šan-tchunga, vůdce sekty Bílého lotosu. Pojem Ming odkazoval na Ming-ťiao – „náboženství světla“, manicheismus, přítomný v ideologii Bílého lotosu a jím zorganizovaného povstání Rudých turbanů. Prohlásil se tak za ztělesnění víry povstalců v příchod Ming-wanga, Krále světla, a ospravedlnil odstranění Chan Lin-era a jeho rodiny od moci. Za třetí se ve výběru jména dynastie projevilo císařovo pragmatické přebírání mongolských vládních praktik – použití abstraktního pojmu jako jména dynastie byla nečínská tradice založená Džurčeny (Dynastie Ťin, „Zlatá“), následně přebraná Mongoly (Dynastie Jüan, „Počátek“).

## Čína za vlády dynastie
Pod vládou nové dynastie byly v Číně napraveny škody vzniklé v desetiletích bojů na sklonku vlády předchozí dynastie Jüan. Říše Ming se stala prosperujícím a bohatým státem. Do poloviny 15. století zaznamenala výrazný hospodářský a kulturní rozvoj, zejména pak v jižních a pobřežních regionech. Byly vybudovány zavlažovací systémy, pěstována bavlna, rozšířena produkce hedvábných a bavlněných tkanin, skla, porcelánu.
Začátkem 15. století si mingská Čína na několik desetiletí podrobila na severu Mandžusko a na jihu Vietnam a oživila obchodní a diplomatické kontakty s Japonskem, Indií a jihovýchodní Asií. Umožnila to velká flotila dalekomořských obchodních džunek, které se od poloviny 16. století staly žádanou kořistí čínských a japonských pirátů, napadajících rovněž pobřežní města kontinentu. Druhým vážným ohrožením byly neustávající útoky Mongolů na severu. Na obranu před nájezdy kočovníků byla vystavěna Velká čínská zeď a vybudováno přes pět tisíc kilometrů příkopů.
V lednu 1556 byly severní provincie Číny zasaženy silným zemětřesením, při kterém zahynulo kolem 830 tisíc lidí. Také z tohoto důvodu se Čína potýkala v druhé polovině 16. století s velkými hospodářskými problémy, jejichž důsledkem byla početná rolnická povstání. Oslabení čínského státu využili Mandžuové, kteří roku 1644 obsadili sever země.
Po dobytí severní Číny mandžuskou dynastií Čching ještě několik desetiletí pokračovala mingská vláda na jihu země, až do roku 1661. Ze zde žijících členů rodu byli úředníky spravujícími jižní provincie vybráni noví císaři, pozdějšími historiky označeni za dynastii Jižní Ming. Poslední mingský císař Ču Jou-lang roku 1661 uprchl do Barmy a počátkem následujícího roku byl zde zabit.

## Císaři

### Vláda
Mingští císaři stáli v čele země a vlády, byli hlavou vojenské i civilní správy. V teorii stál císař nade všemi úředníky i generály a celá země se řídila jeho výnosy. Chung-wu skutečně moc pevně držel ve svých rukou, ovšem za cenu masívních čistek, které roku 1380 přinesly i zrušení ústředního sekretariátu, jehož vedoucí byl faktickým předsedou vlády. Poté císař soustředil ve svých rukou rozhodování o všech problémech přesahujících zodpovědnost jednoho ministerstva. Také třetí císař Jung-le osobně rozhodoval ve velkých i malých záležitostech a rozhněval se, když se k němu nedostalo několik hlášení o nepodstatných záležitostech.
Další panovníci už postrádali rozhodnost prvních vládců dynastie a jejich moc podléhala řadě tradičních omezení. Od císařů se neočekávalo iniciativní rozhodování o směřování země. Memoranda a požadavky jim byly předkládány už s návrhem řešení. Od vládce se očekávalo potvrzení předložených návrhů, nebo dosáhnutí souhlasu předkladatelů s jím navrženým alternativním řešením. Podobně císaři jmenovali úředníky a vojáky podle návrhů ministerstva státní správy, resp. ministerstva vojenství; v případě vysokých hodnostářů dostal císař na výběr mezi dvěma až třemi kandidáty. O významnějších záležitostech se diskutovalo na oficiálních audiencích, případně neformálních poradách. Bez relativně široké shody dvorských hodnostářů nebylo možno rozhodnout o žádné zásadní věci.
Jelikož po zrušení ústředního sekretariátu neexistovala funkce odpovídající předsedovi vlády a Chung-wu její obnovení výslovně zakázal, stál nad ministry, kontrolními a vojenskými úřady pouze císař. Hladký chod vlády byl proto závislý na jeho aktivní účasti. Úlohy koordinátora na vrcholu administrativního aparátu, který slaďuje resortní zájmy, se ujali panovníkovi tajemníci, velkých sekretářů, případně vysoce postavení eunuchové, obklopující panovníka a každodenně s ním konzultující projednávané otázky. Faktická moc císařových sekretářů anebo eunuchů, však byla závislá na potvrzení jejich rozhodnutí panovníkem; sami o sobě neměli ani ti, ani oni, právo vydávat příkazy ministrům.

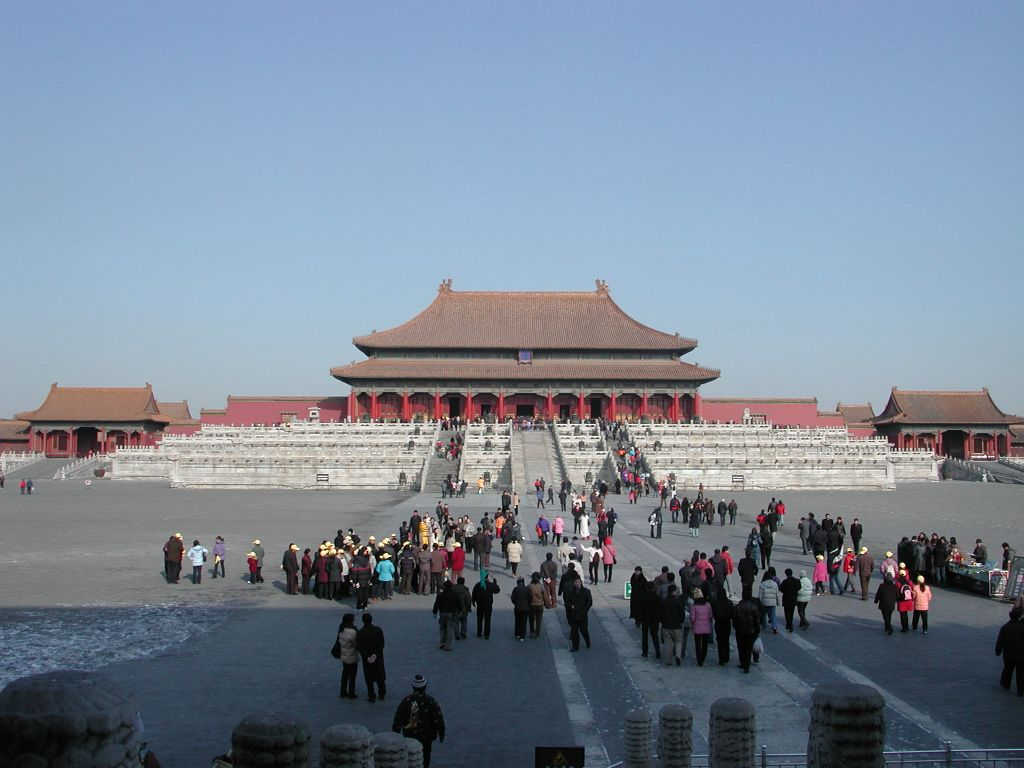
Palác nejvyšší harmonie v Zakázaném městě v Pekingu

Mingští císaři sídlili zprvu v Zakázaném městě, komplexu paláců a budov vybudovaném v Nankingu, hlavním městě země. Císař Jung-le rozhodl o přenesení hlavního města do Pekingu, zdejší Zakázané město o rozloze 72 ha bylo postaveno do roku 1420, kdy se do něj přestěhoval panovník s celým dvorem.

### Nástupnictví
Ču Piao, nejstarší syn zakladatele dynastie Chung-wua, zemřel ještě před smrtí otce, proto Chung-wu za svého nástupce určil nejstaršího žijícího Ču Piaova syna Ču Jün-wena (císaře Ťien-wena). Nová vláda v čele s mladým císařem nastoupila roku 1398 a neprodleně začala rázně zasahovat vůči císařovým strýcům, což už roku 1399 vyvolalo povstání nejsilnějšího z nich – Ču Tiho. V občanské válce, kterou nazval kampaň ťing-nan, kampaň za odstranění nepořádků, Ču Ti zvítězil a roku 1402 jeho vojska dobyla hlavní město Nanking. Ťien-wen zahynul pravděpodobně při požáru císařského paláce. Nový císař se snažil všemožně zahladit památku svého předchůdce, popřel jeho legitimitu a dokonce zpětně zrušil éru Ťien-wen.
Další císaři přebírali trůn podle zásady primogenitury – novým panovníkem se stával nejstarší (žijící) syn, případně nejbližší mužský příbuzný. Problém nastal až roku 1449, kdy tehdejší císař Jing-cung upadl do mongolského zajetí. Po kratším váhání se dvůr shodl na povýšení císařova bratra Ťing-tchaje na trůn. Následující rok ovšem Mongolové zajatého, nyní již bývalého, císaře propustili. Dalších sedm let strávil Jing-cung v domácím vězení, dokud počátkem roku 1457 Ťing-tchaj neonemocněl a protože neměl dědice, byl Jing-cung schopen zorganizovat palácový převrat, kterým se dostal opět na trůn. Vzápětí Ťing-tchaj zemřel.
Vážný konflikt vypukl po roce 1521, kdy zemřel císař Čeng-te bez přímého dědice. Novým vládcem se stal jeho nejbližší příbuzný – bratranec Ču Chou-cchung (císař Ťia-ťing). Ministři navrhovali, aby byl Ťia-ťing přijat za syna zemřelého císaře a byla tak zachována nepřerušená posloupnost nástupnictví císařského rodu v linii otec–syn. Ťia-ťing ministerské požadavky odmítl a prosazoval posmrtné jmenování svého otce císařem, aby byl stav jeho otce uveden do souladu s jeho vlastním. Vzniklý spor (který obdržel název velký spor o obřady) se táhl několik let a panovník ho nakonec vyřešil silou – popravami a vypovězením protestujících úředníků. Konflikt vážně poznamenal počátek Ťia-ťingovy vlády.
Dlouhotrvající nástupnický spor proběhl za vlády císaře Wan-liho. Císař totiž odmítl jmenovat korunním princem svého nejstaršího syna Ču Čchang-lua (pozdější císař Tchaj-čchang) jak by bylo obvyklé a v souladu s nástupnickým řádem, ale prosazoval svého třetího syna Ču Čchang-süna, potomka jeho oblíbené konkubíny. Vzniklý spor trval přes patnáct let, než konečně panovník ustoupil tlaku úředníků a jmenoval následníka v souladu s pravidly. Vzájemné odcizení císaře a vlády, vyvolané neústupností obou stran, tehdy dosáhlo značných rozměrů a poškozovalo správu říše, když se panovník přestal stýkat s ministry a odmítal jmenovat nové úředníky na uvolněná místa.

## Ostatní členové rodu
Chung-wu svého nejstaršího syna Ču Piaa jmenoval následníkem trůnu (太子, tchaj-c’), ostatním synům udělil tituly knížat (親王, čchin wang, doslova „kníže [císařské] krve“, též jednoduše 王, wang) a po dosažení zhruba dvaceti let věku je vyslal do provincií s početným doprovodem a širokými, především vojenskými, pravomocemi; ale přes své tituly nevládli v regionech jako údělná knížata, úředníci místní správy nadále podléhali centru. Pro císaře představovali oporu jeho osobní moci nezávislou na běžné civilní i vojenské hierarchii; po císařově smrti se nová vláda pokusila omezit jejich vliv, což vyprovokovalo povstání jednoho z nich  – Ču Tiho. Sám Ču Ti jako císař Jung-le moc knížat v regionech omezil a po neúspěšné vzpouře knížete Ču Kao-süa roku 1426 ztratili politický význam. Kromě výše uvedené skupiny byli ostatní členové rodu ze správy země vyloučeni. Až roku 1595, kdy počet členů císařského rodu vzrostl na desítky tisíc, dostali povolení účastnit se úřednických zkoušek, nemohli však být jmenováni do úřadů v hlavním městě.
Za vlády Chung-wuových nástupců byl nadále už v raném věku jmenován nejstarší syn následníkem trůnu. Další císařští synové se opět stávali knížaty a byli posíláni do regionů. Dědic knížete přebíral titul, ostatní synové byli knížaty komandérie (郡王, ťün-wang). V dalších generacích dostávali mužští členové rodu postupně se snižující tituly v celkem šesti úrovních (鎭國將軍, čen-kuo ťiang-ťün; 輔國將軍, fu-kuo ťiang-ťün; 奉國將軍, feng-kuo ťiang-ťün; 鎭國中尉, čen-kuo čung-wej; 輔國中尉, fu-kuo čung-wej a nakonec 奉國中尉, feng-kuo čung-wej), každý muž dynastie měl minimálně poslední titul.
V roce smrti Chung-wua (1398) žilo 58 členů rodu s titulem, počátkem 15. století jich bylo 127, v první polovině 15. století 419 a na jeho konci už přes 2000. Všichni měli dostatečné zaopatření ze státní pokladny, soudní imunitu a řadu privilegií závislých na jejich titulech a postavení; od poloviny 15. století začali hromadit i pozemkový majetek. Pozdně mingští autoři odhadovali počet mužských potomků Chung-wua ve své době na více než 100 000. Tituly a penzemi byly obdařeny i dcery císařského rodu a jejich manželé. S růstem počtu členů dynastie náklady na jejich hmotné zabezpečení značně vzrostly, přičemž zatížily především severočínské regiony, kde sídlila většina členů rodu. Tak roku 1562 bylo na tyto účely v provincii Šan-si vynaloženo z výnosu pozemkové daně více prostředků než na výdaje provinčního, prefekturních a okresních úřadů dohromady; v některých severočínských okresech šla členům dynastie téměř polovina veškerých daňových příjmů.

## Rodokmen
Rodokmen dynastie je zjednodušený, zahrnuje především císaře a následníky trůnu, včetně panovníků Jižní Ming.
Uvedeno je:
- pořadí narození (kolikátý syn),
- příjmení (Ču, 朱) a osobní jméno, data narození a úmrtí,
- datum jmenování následníkem trůnu
- u knížat též knížecí titul,
- chrámové jméno, bylo-li uděleno,

u císařů ještě:
- jméno éry (tučně) a doba vlády (tučně).
- pod obdélníkem počet synů

Císařové dynastie Ming jsou v červených rámečcích, císařové Jižní Ming v modrých.
|                                                                          |                                                                          |                                                                          |                                                                          |                                                                                         |                                                                                         |                                                                                         |                                                                                         | | | | | | | Ču Jüan-čang 朱元璋 1328–1398 Tchaj-cu 太祖 Chung-wu 洪武 1368–1398  |                                                                      |                                                                      |                                                                      |                                                                      |                                                                      |                                                                      |                                                                      |                                                    |                                                    |                                                          |                                                          |                                                          |                                                          |                                                          |                                                          |                                                  |                                                  |                                                  |                                                  |
|                                                                          |                                                                          |                                                                          |                                                                          |                                                                                         |                                                                                         |                                                                                         |                                                                                         | | | | | | |                                                                      |                                                                      |                                                                      |                                                                      |                                                                      |                                                                      |                                                                      |                                                                      |                                                    |                                                    |                                                          |                                                          |                                                          |                                                          |                                                          |                                                          |                                                  |                                                  |                                                  |                                                  |
|                                                                          |                                                                          |                                                                          |                                                                          |                                                                                         |                                                                                         |                                                                                         |                                                                                         | | | | | | | 26                                                                   |                                                                      |                                                                      |                                                                      |                                                                      |                                                                      |                                                                      |                                                                      |                                                    |                                                    |                                                          |                                                          |                                                          |                                                          |                                                          |                                                          |                                                  |                                                  |                                                  |                                                  |
|                                                                          |                                                                          |                                                                          |                                                                          |                                                                                         |                                                                                         |                                                                                         |                                                                                         | | | | | | |                                                                      |                                                                      |                                                                      |                                                                      |                                                                      |                                                                      |                                                                      |                                                                      |                                                    |                                                    |                                                          |                                                          |                                                          |                                                          |                                                          |                                                          |                                                  |                                                  |                                                  |                                                  |
|                                                                          |                                                                          |                                                                          |                                                                          |                                                                                         |                                                                                         |                                                                                         |                                                                                         | | | | | | |                                                                      |                                                                      |                                                                      |                                                                      |                                                                      |                                                                      |                                                                      |                                                                      |                                                    |                                                    |                                                          |                                                          |                                                          |                                                          |                                                          |                                                          |                                                  |                                                  |                                                  |                                                  |
|                                                                          |                                                                          |                                                                          |                                                                          |                                                                                         |                                                                                         |                                                                                         |                                                                                         | | | | | | |                                                                      |                                                                      |                                                                      |                                                                      |                                                                      |                                                                      |                                                                      |                                                                      |                                                    |                                                    |                                                          |                                                          |                                                          |                                                          |                                                          |                                                          |                                                  |                                                  |                                                  |                                                  |
| 1                                                                        | 1                                                                        | 1                                                                        | 1                                                                        | 1                                                                                       | 1                                                                                       |                                                                                         |                                                                                         | 4 | 4 | 4 | 4 | 4 | 4 |                                                                      |                                                                      |                                                                      |                                                                      |                                                                      |                                                                      |                                                                      |                                                                      |                                                    |                                                    | 23                                                       | 23                                                       | 23                                                       | 23                                                       | 23                                                       | 23                                                       |                                                  |                                                  |                                                  |                                                  |
| 1                                                                        | 1                                                                        | 1                                                                        | 1                                                                        | 1                                                                                       | 1                                                                                       |                                                                                         |                                                                                         | 4 | 4 | 4 | 4 | 4 | 4 |                                                                      |                                                                      |                                                                      |                                                                      |                                                                      |                                                                      |                                                                      |                                                                      |                                                    |                                                    | 23                                                       | 23                                                       | 23                                                       | 23                                                       | 23                                                       | 23                                                       |                                                  |                                                  |                                                  |                                                  |
| Ču Piao 朱標 1355–1392 následník od 1368 Sing-cung 兴宗                  | Ču Piao 朱標 1355–1392 následník od 1368 Sing-cung 兴宗                  | Ču Piao 朱標 1355–1392 následník od 1368 Sing-cung 兴宗                  | Ču Piao 朱標 1355–1392 následník od 1368 Sing-cung 兴宗                  | Ču Piao 朱標 1355–1392 následník od 1368 Sing-cung 兴宗                                 | Ču Piao 朱標 1355–1392 následník od 1368 Sing-cung 兴宗                                 |                                                                                         |                                                                                         | Ču Ti 朱棣 1360–1424 Čcheng-cu 成祖 Jung-le 永樂 1402–1424                                                         | Ču Ti 朱棣 1360–1424 Čcheng-cu 成祖 Jung-le 永樂 1402–1424                                                         | Ču Ti 朱棣 1360–1424 Čcheng-cu 成祖 Jung-le 永樂 1402–1424                                                         | Ču Ti 朱棣 1360–1424 Čcheng-cu 成祖 Jung-le 永樂 1402–1424                                                         | Ču Ti 朱棣 1360–1424 Čcheng-cu 成祖 Jung-le 永樂 1402–1424                                                         | Ču Ti 朱棣 1360–1424 Čcheng-cu 成祖 Jung-le 永樂 1402–1424                                                         |                                                                      |                                                                      |                                                                      |                                                                      |                                                                      |                                                                      |                                                                      |                                                                      |                                                    |                                                    | Ču Ťing 朱桱 1388–1415 kníže Ting z Tchang 唐定王        | Ču Ťing 朱桱 1388–1415 kníže Ting z Tchang 唐定王        | Ču Ťing 朱桱 1388–1415 kníže Ting z Tchang 唐定王        | Ču Ťing 朱桱 1388–1415 kníže Ting z Tchang 唐定王        | Ču Ťing 朱桱 1388–1415 kníže Ting z Tchang 唐定王        | Ču Ťing 朱桱 1388–1415 kníže Ting z Tchang 唐定王        |                                                  |                                                  |                                                  |                                                  |
| Ču Piao 朱標 1355–1392 následník od 1368 Sing-cung 兴宗                  | Ču Piao 朱標 1355–1392 následník od 1368 Sing-cung 兴宗                  | Ču Piao 朱標 1355–1392 následník od 1368 Sing-cung 兴宗                  | Ču Piao 朱標 1355–1392 následník od 1368 Sing-cung 兴宗                  | Ču Piao 朱標 1355–1392 následník od 1368 Sing-cung 兴宗                                 | Ču Piao 朱標 1355–1392 následník od 1368 Sing-cung 兴宗                                 |                                                                                         |                                                                                         | Ču Ti 朱棣 1360–1424 Čcheng-cu 成祖 Jung-le 永樂 1402–1424                                                         | Ču Ti 朱棣 1360–1424 Čcheng-cu 成祖 Jung-le 永樂 1402–1424                                                         | Ču Ti 朱棣 1360–1424 Čcheng-cu 成祖 Jung-le 永樂 1402–1424                                                         | Ču Ti 朱棣 1360–1424 Čcheng-cu 成祖 Jung-le 永樂 1402–1424                                                         | Ču Ti 朱棣 1360–1424 Čcheng-cu 成祖 Jung-le 永樂 1402–1424                                                         | Ču Ti 朱棣 1360–1424 Čcheng-cu 成祖 Jung-le 永樂 1402–1424                                                         |                                                                      |                                                                      |                                                                      |                                                                      |                                                                      |                                                                      |                                                                      |                                                                      |                                                    |                                                    | Ču Ťing 朱桱 1388–1415 kníže Ting z Tchang 唐定王        | Ču Ťing 朱桱 1388–1415 kníže Ting z Tchang 唐定王        | Ču Ťing 朱桱 1388–1415 kníže Ting z Tchang 唐定王        | Ču Ťing 朱桱 1388–1415 kníže Ting z Tchang 唐定王        | Ču Ťing 朱桱 1388–1415 kníže Ting z Tchang 唐定王        | Ču Ťing 朱桱 1388–1415 kníže Ting z Tchang 唐定王        |                                                  |                                                  |                                                  |                                                  |
| 5                                                                        | 5                                                                        | 5                                                                        | 5                                                                        | 5                                                                                       | 5                                                                                       |                                                                                         |                                                                                         | 4 | 4 | 4 | 4 | 4 | 4 |                                                                      |                                                                      |                                                                      |                                                                      |                                                                      |                                                                      |                                                                      |                                                                      |                                                    |                                                    |                                                          |                                                          |                                                          |                                                          |                                                          |                                                          |                                                  |                                                  |                                                  |                                                  |
| 5                                                                        | 5                                                                        | 5                                                                        | 5                                                                        | 5                                                                                       | 5                                                                                       |                                                                                         |                                                                                         | 4 | 4 | 4 | 4 | 4 | 4 |                                                                      |                                                                      |                                                                      |                                                                      |                                                                      |                                                                      |                                                                      |                                                                      |                                                    |                                                    |                                                          |                                                          |                                                          |                                                          |                                                          |                                                          |                                                  |                                                  |                                                  |                                                  |
|                                                                          |                                                                          |                                                                          |                                                                          |                                                                                         |                                                                                         |                                                                                         |                                                                                         | | | | | | |                                                                      |                                                                      |                                                                      |                                                                      |                                                                      |                                                                      |                                                                      |                                                                      |                                                    |                                                    |                                                          |                                                          |                                                          |                                                          |                                                          |                                                          |                                                  |                                                  |                                                  |                                                  |
|                                                                          |                                                                          |                                                                          |                                                                          |                                                                                         |                                                                                         |                                                                                         |                                                                                         | | | | | | |                                                                      |                                                                      |                                                                      |                                                                      |                                                                      |                                                                      |                                                                      |                                                                      |                                                    |                                                    |                                                          |                                                          |                                                          |                                                          |                                                          |                                                          |                                                  |                                                  |                                                  |                                                  |
| 2                                                                        | 2                                                                        | 2                                                                        | 2                                                                        | 2                                                                                       | 2                                                                                       |                                                                                         |                                                                                         | 1 | 1 | 1 | 1 | 1 | 1 |                                                                      |                                                                      | 2                                                                    | 2                                                                    | 2                                                                    | 2                                                                    | 2                                                                    | 2                                                                    |                                                    |                                                    |                                                          |                                                          |                                                          |                                                          |                                                          |                                                          |                                                  |                                                  |                                                  |                                                  |
| 2                                                                        | 2                                                                        | 2                                                                        | 2                                                                        | 2                                                                                       | 2                                                                                       |                                                                                         |                                                                                         | 1 | 1 | 1 | 1 | 1 | 1 |                                                                      |                                                                      | 2                                                                    | 2                                                                    | 2                                                                    | 2                                                                    | 2                                                                    | 2                                                                    |                                                    |                                                    |                                                          |                                                          |                                                          |                                                          |                                                          |                                                          |                                                  |                                                  |                                                  |                                                  |
| Ču Jün-wen 朱允炆 1377–1402? následník od 1392 – Ťien-wen 建文 1398–1402 | Ču Jün-wen 朱允炆 1377–1402? následník od 1392 – Ťien-wen 建文 1398–1402 | Ču Jün-wen 朱允炆 1377–1402? následník od 1392 – Ťien-wen 建文 1398–1402 | Ču Jün-wen 朱允炆 1377–1402? následník od 1392 – Ťien-wen 建文 1398–1402 | Ču Jün-wen 朱允炆 1377–1402? následník od 1392 – Ťien-wen 建文 1398–1402                | Ču Jün-wen 朱允炆 1377–1402? následník od 1392 – Ťien-wen 建文 1398–1402                |                                                                                         |                                                                                         | Ču Kao-čch’ 朱高熾 1378–1425 následník od 1404 Žen-cung 仁宗 Chung-si 洪熙 1424-1425                               | Ču Kao-čch’ 朱高熾 1378–1425 následník od 1404 Žen-cung 仁宗 Chung-si 洪熙 1424-1425                               | Ču Kao-čch’ 朱高熾 1378–1425 následník od 1404 Žen-cung 仁宗 Chung-si 洪熙 1424-1425                               | Ču Kao-čch’ 朱高熾 1378–1425 následník od 1404 Žen-cung 仁宗 Chung-si 洪熙 1424-1425                               | Ču Kao-čch’ 朱高熾 1378–1425 následník od 1404 Žen-cung 仁宗 Chung-si 洪熙 1424-1425                               | Ču Kao-čch’ 朱高熾 1378–1425 následník od 1404 Žen-cung 仁宗 Chung-si 洪熙 1424-1425                               |                                                                      |                                                                      | Ču Kao-sü 朱高煦 1380–1429 kníže z Chan 漢王                         | Ču Kao-sü 朱高煦 1380–1429 kníže z Chan 漢王                         | Ču Kao-sü 朱高煦 1380–1429 kníže z Chan 漢王                         | Ču Kao-sü 朱高煦 1380–1429 kníže z Chan 漢王                         | Ču Kao-sü 朱高煦 1380–1429 kníže z Chan 漢王                         | Ču Kao-sü 朱高煦 1380–1429 kníže z Chan 漢王                         |                                                    |                                                    | Ču Čchiung-ta 朱瓊炟 † 1475 kníže Sien z Tchang 唐憲王   | Ču Čchiung-ta 朱瓊炟 † 1475 kníže Sien z Tchang 唐憲王   | Ču Čchiung-ta 朱瓊炟 † 1475 kníže Sien z Tchang 唐憲王   | Ču Čchiung-ta 朱瓊炟 † 1475 kníže Sien z Tchang 唐憲王   | Ču Čchiung-ta 朱瓊炟 † 1475 kníže Sien z Tchang 唐憲王   | Ču Čchiung-ta 朱瓊炟 † 1475 kníže Sien z Tchang 唐憲王   |                                                  |                                                  |                                                  |                                                  |
| Ču Jün-wen 朱允炆 1377–1402? následník od 1392 – Ťien-wen 建文 1398–1402 | Ču Jün-wen 朱允炆 1377–1402? následník od 1392 – Ťien-wen 建文 1398–1402 | Ču Jün-wen 朱允炆 1377–1402? následník od 1392 – Ťien-wen 建文 1398–1402 | Ču Jün-wen 朱允炆 1377–1402? následník od 1392 – Ťien-wen 建文 1398–1402 | Ču Jün-wen 朱允炆 1377–1402? následník od 1392 – Ťien-wen 建文 1398–1402                | Ču Jün-wen 朱允炆 1377–1402? následník od 1392 – Ťien-wen 建文 1398–1402                |                                                                                         |                                                                                         | Ču Kao-čch’ 朱高熾 1378–1425 následník od 1404 Žen-cung 仁宗 Chung-si 洪熙 1424-1425                               | Ču Kao-čch’ 朱高熾 1378–1425 následník od 1404 Žen-cung 仁宗 Chung-si 洪熙 1424-1425                               | Ču Kao-čch’ 朱高熾 1378–1425 následník od 1404 Žen-cung 仁宗 Chung-si 洪熙 1424-1425                               | Ču Kao-čch’ 朱高熾 1378–1425 následník od 1404 Žen-cung 仁宗 Chung-si 洪熙 1424-1425                               | Ču Kao-čch’ 朱高熾 1378–1425 následník od 1404 Žen-cung 仁宗 Chung-si 洪熙 1424-1425                               | Ču Kao-čch’ 朱高熾 1378–1425 následník od 1404 Žen-cung 仁宗 Chung-si 洪熙 1424-1425                               |                                                                      |                                                                      | Ču Kao-sü 朱高煦 1380–1429 kníže z Chan 漢王                         | Ču Kao-sü 朱高煦 1380–1429 kníže z Chan 漢王                         | Ču Kao-sü 朱高煦 1380–1429 kníže z Chan 漢王                         | Ču Kao-sü 朱高煦 1380–1429 kníže z Chan 漢王                         | Ču Kao-sü 朱高煦 1380–1429 kníže z Chan 漢王                         | Ču Kao-sü 朱高煦 1380–1429 kníže z Chan 漢王                         |                                                    |                                                    | Ču Čchiung-ta 朱瓊炟 † 1475 kníže Sien z Tchang 唐憲王   | Ču Čchiung-ta 朱瓊炟 † 1475 kníže Sien z Tchang 唐憲王   | Ču Čchiung-ta 朱瓊炟 † 1475 kníže Sien z Tchang 唐憲王   | Ču Čchiung-ta 朱瓊炟 † 1475 kníže Sien z Tchang 唐憲王   | Ču Čchiung-ta 朱瓊炟 † 1475 kníže Sien z Tchang 唐憲王   | Ču Čchiung-ta 朱瓊炟 † 1475 kníže Sien z Tchang 唐憲王   |                                                  |                                                  |                                                  |                                                  |
| 2                                                                        | 2                                                                        | 2                                                                        | 2                                                                        | 2                                                                                       | 2                                                                                       |                                                                                         |                                                                                         | 10 | 10 | 10 | 10 | 10 | 10 |                                                                      |                                                                      |                                                                      |                                                                      |                                                                      |                                                                      |                                                                      |                                                                      |                                                    |                                                    |                                                          |                                                          |                                                          |                                                          |                                                          |                                                          |                                                  |                                                  |                                                  |                                                  |
| 2                                                                        | 2                                                                        | 2                                                                        | 2                                                                        | 2                                                                                       | 2                                                                                       |                                                                                         |                                                                                         | 10 | 10 | 10 | 10 | 10 | 10 |                                                                      |                                                                      |                                                                      |                                                                      |                                                                      |                                                                      |                                                                      |                                                                      |                                                    |                                                    |                                                          |                                                          |                                                          |                                                          |                                                          |                                                          |                                                  |                                                  |                                                  |                                                  |
|                                                                          |                                                                          |                                                                          |                                                                          |                                                                                         |                                                                                         |                                                                                         |                                                                                         | | | | | | |                                                                      |                                                                      |                                                                      |                                                                      |                                                                      |                                                                      |                                                                      |                                                                      |                                                    |                                                    |                                                          |                                                          |                                                          |                                                          |                                                          |                                                          |                                                  |                                                  |                                                  |                                                  |
|                                                                          |                                                                          |                                                                          |                                                                          |                                                                                         |                                                                                         |                                                                                         |                                                                                         | | | | | | |                                                                      |                                                                      |                                                                      |                                                                      |                                                                      |                                                                      |                                                                      |                                                                      |                                                    |                                                    |                                                          |                                                          |                                                          |                                                          |                                                          |                                                          |                                                  |                                                  |                                                  |                                                  |
| 1                                                                        | 1                                                                        | 1                                                                        | 1                                                                        | 1                                                                                       | 1                                                                                       |                                                                                         |                                                                                         | 1 | 1 | 1 | 1 | 1 | 1 |                                                                      |                                                                      |                                                                      |                                                                      |                                                                      |                                                                      |                                                                      |                                                                      |                                                    |                                                    |                                                          |                                                          |                                                          |                                                          |                                                          |                                                          |                                                  |                                                  |                                                  |                                                  |
| 1                                                                        | 1                                                                        | 1                                                                        | 1                                                                        | 1                                                                                       | 1                                                                                       |                                                                                         |                                                                                         | 1 | 1 | 1 | 1 | 1 | 1 |                                                                      |                                                                      |                                                                      |                                                                      |                                                                      |                                                                      |                                                                      |                                                                      |                                                    |                                                    |                                                          |                                                          |                                                          |                                                          |                                                          |                                                          |                                                  |                                                  |                                                  |                                                  |
| Ču Wen-kchuej 朱文奎 1396–1402? následník do 1402                        | Ču Wen-kchuej 朱文奎 1396–1402? následník do 1402                        | Ču Wen-kchuej 朱文奎 1396–1402? následník do 1402                        | Ču Wen-kchuej 朱文奎 1396–1402? následník do 1402                        | Ču Wen-kchuej 朱文奎 1396–1402? následník do 1402                                       | Ču Wen-kchuej 朱文奎 1396–1402? následník do 1402                                       |                                                                                         |                                                                                         | Ču Čan-ťi 朱瞻基 1398–1435 následník od 1404 Süan-cung 宣宗 Süan-te 宣德 1425–1435                                 | Ču Čan-ťi 朱瞻基 1398–1435 následník od 1404 Süan-cung 宣宗 Süan-te 宣德 1425–1435                                 | Ču Čan-ťi 朱瞻基 1398–1435 následník od 1404 Süan-cung 宣宗 Süan-te 宣德 1425–1435                                 | Ču Čan-ťi 朱瞻基 1398–1435 následník od 1404 Süan-cung 宣宗 Süan-te 宣德 1425–1435                                 | Ču Čan-ťi 朱瞻基 1398–1435 následník od 1404 Süan-cung 宣宗 Süan-te 宣德 1425–1435                                 | Ču Čan-ťi 朱瞻基 1398–1435 následník od 1404 Süan-cung 宣宗 Süan-te 宣德 1425–1435                                 |                                                                      |                                                                      |                                                                      |                                                                      |                                                                      |                                                                      |                                                                      |                                                                      |                                                    |                                                    | Ču Č’-č’ 朱芝址 † 1485 kníže Čuang z Tchang 唐莊王       | Ču Č’-č’ 朱芝址 † 1485 kníže Čuang z Tchang 唐莊王       | Ču Č’-č’ 朱芝址 † 1485 kníže Čuang z Tchang 唐莊王       | Ču Č’-č’ 朱芝址 † 1485 kníže Čuang z Tchang 唐莊王       | Ču Č’-č’ 朱芝址 † 1485 kníže Čuang z Tchang 唐莊王       | Ču Č’-č’ 朱芝址 † 1485 kníže Čuang z Tchang 唐莊王       |                                                  |                                                  |                                                  |                                                  |
| Ču Wen-kchuej 朱文奎 1396–1402? následník do 1402                        | Ču Wen-kchuej 朱文奎 1396–1402? následník do 1402                        | Ču Wen-kchuej 朱文奎 1396–1402? následník do 1402                        | Ču Wen-kchuej 朱文奎 1396–1402? následník do 1402                        | Ču Wen-kchuej 朱文奎 1396–1402? následník do 1402                                       | Ču Wen-kchuej 朱文奎 1396–1402? následník do 1402                                       |                                                                                         |                                                                                         | Ču Čan-ťi 朱瞻基 1398–1435 následník od 1404 Süan-cung 宣宗 Süan-te 宣德 1425–1435                                 | Ču Čan-ťi 朱瞻基 1398–1435 následník od 1404 Süan-cung 宣宗 Süan-te 宣德 1425–1435                                 | Ču Čan-ťi 朱瞻基 1398–1435 následník od 1404 Süan-cung 宣宗 Süan-te 宣德 1425–1435                                 | Ču Čan-ťi 朱瞻基 1398–1435 následník od 1404 Süan-cung 宣宗 Süan-te 宣德 1425–1435                                 | Ču Čan-ťi 朱瞻基 1398–1435 následník od 1404 Süan-cung 宣宗 Süan-te 宣德 1425–1435                                 | Ču Čan-ťi 朱瞻基 1398–1435 následník od 1404 Süan-cung 宣宗 Süan-te 宣德 1425–1435                                 |                                                                      |                                                                      |                                                                      |                                                                      |                                                                      |                                                                      |                                                                      |                                                                      |                                                    |                                                    | Ču Č’-č’ 朱芝址 † 1485 kníže Čuang z Tchang 唐莊王       | Ču Č’-č’ 朱芝址 † 1485 kníže Čuang z Tchang 唐莊王       | Ču Č’-č’ 朱芝址 † 1485 kníže Čuang z Tchang 唐莊王       | Ču Č’-č’ 朱芝址 † 1485 kníže Čuang z Tchang 唐莊王       | Ču Č’-č’ 朱芝址 † 1485 kníže Čuang z Tchang 唐莊王       | Ču Č’-č’ 朱芝址 † 1485 kníže Čuang z Tchang 唐莊王       |                                                  |                                                  |                                                  |                                                  |
|                                                                          |                                                                          |                                                                          |                                                                          |                                                                                         |                                                                                         |                                                                                         |                                                                                         | 2 | | | | | |                                                                      |                                                                      |                                                                      |                                                                      |                                                                      |                                                                      |                                                                      |                                                                      |                                                    |                                                    |                                                          |                                                          |                                                          |                                                          |                                                          |                                                          |                                                  |                                                  |                                                  |                                                  |
|                                                                          |                                                                          |                                                                          |                                                                          |                                                                                         |                                                                                         |                                                                                         |                                                                                         | | | | | | |                                                                      |                                                                      |                                                                      |                                                                      |                                                                      |                                                                      |                                                                      |                                                                      |                                                    |                                                    |                                                          |                                                          |                                                          |                                                          |                                                          |                                                          |                                                  |                                                  |                                                  |                                                  |
|                                                                          |                                                                          |                                                                          |                                                                          |                                                                                         |                                                                                         |                                                                                         |                                                                                         | | | | | | |                                                                      |                                                                      |                                                                      |                                                                      |                                                                      |                                                                      |                                                                      |                                                                      |                                                    |                                                    |                                                          |                                                          |                                                          |                                                          |                                                          |                                                          |                                                  |                                                  |                                                  |                                                  |
|                                                                          |                                                                          |                                                                          |                                                                          |                                                                                         |                                                                                         |                                                                                         |                                                                                         | | | | | | |                                                                      |                                                                      |                                                                      |                                                                      |                                                                      |                                                                      |                                                                      |                                                                      |                                                    |                                                    |                                                          |                                                          |                                                          |                                                          |                                                          |                                                          |                                                  |                                                  |                                                  |                                                  |
|                                                                          |                                                                          |                                                                          |                                                                          |                                                                                         |                                                                                         |                                                                                         |                                                                                         | 1 | 1 | 1 | 1 | 1 | 1 |                                                                      |                                                                      | 2                                                                    | 2                                                                    | 2                                                                    | 2                                                                    | 2                                                                    | 2                                                                    |                                                    |                                                    |                                                          |                                                          |                                                          |                                                          |                                                          |                                                          |                                                  |                                                  |                                                  |                                                  |
|                                                                          |                                                                          |                                                                          |                                                                          |                                                                                         |                                                                                         |                                                                                         |                                                                                         | 1 | 1 | 1 | 1 | 1 | 1 |                                                                      |                                                                      | 2                                                                    | 2                                                                    | 2                                                                    | 2                                                                    | 2                                                                    | 2                                                                    |                                                    |                                                    |                                                          |                                                          |                                                          |                                                          |                                                          |                                                          |                                                  |                                                  |                                                  |                                                  |
|                                                                          |                                                                          |                                                                          |                                                                          |                                                                                         |                                                                                         |                                                                                         |                                                                                         | Ču Čchi-čen 朱祁鎮 1427–1464 následník od 1428 Jing-cung 英宗 Čeng-tchung 正統 1435–1449 Tchien-šun 天順 1457–1464 | Ču Čchi-čen 朱祁鎮 1427–1464 následník od 1428 Jing-cung 英宗 Čeng-tchung 正統 1435–1449 Tchien-šun 天順 1457–1464 | Ču Čchi-čen 朱祁鎮 1427–1464 následník od 1428 Jing-cung 英宗 Čeng-tchung 正統 1435–1449 Tchien-šun 天順 1457–1464 | Ču Čchi-čen 朱祁鎮 1427–1464 následník od 1428 Jing-cung 英宗 Čeng-tchung 正統 1435–1449 Tchien-šun 天順 1457–1464 | Ču Čchi-čen 朱祁鎮 1427–1464 následník od 1428 Jing-cung 英宗 Čeng-tchung 正統 1435–1449 Tchien-šun 天順 1457–1464 | Ču Čchi-čen 朱祁鎮 1427–1464 následník od 1428 Jing-cung 英宗 Čeng-tchung 正統 1435–1449 Tchien-šun 天順 1457–1464 |                                                                      |                                                                      | Ču Čchi-jü 朱祁鈺 1428-1457 Taj-cung 代宗 Ťing-tchaj 景泰 1449–1457  | Ču Čchi-jü 朱祁鈺 1428-1457 Taj-cung 代宗 Ťing-tchaj 景泰 1449–1457  | Ču Čchi-jü 朱祁鈺 1428-1457 Taj-cung 代宗 Ťing-tchaj 景泰 1449–1457  | Ču Čchi-jü 朱祁鈺 1428-1457 Taj-cung 代宗 Ťing-tchaj 景泰 1449–1457  | Ču Čchi-jü 朱祁鈺 1428-1457 Taj-cung 代宗 Ťing-tchaj 景泰 1449–1457  | Ču Čchi-jü 朱祁鈺 1428-1457 Taj-cung 代宗 Ťing-tchaj 景泰 1449–1457  |                                                    |                                                    | Ču Mi-čchien 朱彌鉗 kníže Kung z Tchang 唐恭王           | Ču Mi-čchien 朱彌鉗 kníže Kung z Tchang 唐恭王           | Ču Mi-čchien 朱彌鉗 kníže Kung z Tchang 唐恭王           | Ču Mi-čchien 朱彌鉗 kníže Kung z Tchang 唐恭王           | Ču Mi-čchien 朱彌鉗 kníže Kung z Tchang 唐恭王           | Ču Mi-čchien 朱彌鉗 kníže Kung z Tchang 唐恭王           |                                                  |                                                  |                                                  |                                                  |
|                                                                          |                                                                          |                                                                          |                                                                          |                                                                                         |                                                                                         |                                                                                         |                                                                                         | Ču Čchi-čen 朱祁鎮 1427–1464 následník od 1428 Jing-cung 英宗 Čeng-tchung 正統 1435–1449 Tchien-šun 天順 1457–1464 | Ču Čchi-čen 朱祁鎮 1427–1464 následník od 1428 Jing-cung 英宗 Čeng-tchung 正統 1435–1449 Tchien-šun 天順 1457–1464 | Ču Čchi-čen 朱祁鎮 1427–1464 následník od 1428 Jing-cung 英宗 Čeng-tchung 正統 1435–1449 Tchien-šun 天順 1457–1464 | Ču Čchi-čen 朱祁鎮 1427–1464 následník od 1428 Jing-cung 英宗 Čeng-tchung 正統 1435–1449 Tchien-šun 天順 1457–1464 | Ču Čchi-čen 朱祁鎮 1427–1464 následník od 1428 Jing-cung 英宗 Čeng-tchung 正統 1435–1449 Tchien-šun 天順 1457–1464 | Ču Čchi-čen 朱祁鎮 1427–1464 následník od 1428 Jing-cung 英宗 Čeng-tchung 正統 1435–1449 Tchien-šun 天順 1457–1464 |                                                                      |                                                                      | Ču Čchi-jü 朱祁鈺 1428-1457 Taj-cung 代宗 Ťing-tchaj 景泰 1449–1457  | Ču Čchi-jü 朱祁鈺 1428-1457 Taj-cung 代宗 Ťing-tchaj 景泰 1449–1457  | Ču Čchi-jü 朱祁鈺 1428-1457 Taj-cung 代宗 Ťing-tchaj 景泰 1449–1457  | Ču Čchi-jü 朱祁鈺 1428-1457 Taj-cung 代宗 Ťing-tchaj 景泰 1449–1457  | Ču Čchi-jü 朱祁鈺 1428-1457 Taj-cung 代宗 Ťing-tchaj 景泰 1449–1457  | Ču Čchi-jü 朱祁鈺 1428-1457 Taj-cung 代宗 Ťing-tchaj 景泰 1449–1457  |                                                    |                                                    | Ču Mi-čchien 朱彌鉗 kníže Kung z Tchang 唐恭王           | Ču Mi-čchien 朱彌鉗 kníže Kung z Tchang 唐恭王           | Ču Mi-čchien 朱彌鉗 kníže Kung z Tchang 唐恭王           | Ču Mi-čchien 朱彌鉗 kníže Kung z Tchang 唐恭王           | Ču Mi-čchien 朱彌鉗 kníže Kung z Tchang 唐恭王           | Ču Mi-čchien 朱彌鉗 kníže Kung z Tchang 唐恭王           |                                                  |                                                  |                                                  |                                                  |
|                                                                          |                                                                          |                                                                          |                                                                          |                                                                                         |                                                                                         |                                                                                         |                                                                                         | 9 | 9 | 9 | 9 | 9 | 9 |                                                                      |                                                                      | 1                                                                    | 1                                                                    | 1                                                                    | 1                                                                    | 1                                                                    | 1                                                                    |                                                    |                                                    |                                                          |                                                          |                                                          |                                                          |                                                          |                                                          |                                                  |                                                  |                                                  |                                                  |
|                                                                          |                                                                          |                                                                          |                                                                          |                                                                                         |                                                                                         |                                                                                         |                                                                                         | 9 | 9 | 9 | 9 | 9 | 9 |                                                                      |                                                                      | 1                                                                    | 1                                                                    | 1                                                                    | 1                                                                    | 1                                                                    | 1                                                                    |                                                    |                                                    |                                                          |                                                          |                                                          |                                                          |                                                          |                                                          |                                                  |                                                  |                                                  |                                                  |
|                                                                          |                                                                          |                                                                          |                                                                          |                                                                                         |                                                                                         |                                                                                         |                                                                                         | | | | | | |                                                                      |                                                                      |                                                                      |                                                                      |                                                                      |                                                                      |                                                                      |                                                                      |                                                    |                                                    |                                                          |                                                          |                                                          |                                                          |                                                          |                                                          |                                                  |                                                  |                                                  |                                                  |
|                                                                          |                                                                          |                                                                          |                                                                          |                                                                                         |                                                                                         |                                                                                         |                                                                                         | | | | | | |                                                                      |                                                                      |                                                                      |                                                                      |                                                                      |                                                                      |                                                                      |                                                                      |                                                    |                                                    |                                                          |                                                          |                                                          |                                                          |                                                          |                                                          |                                                  |                                                  |                                                  |                                                  |
|                                                                          |                                                                          |                                                                          |                                                                          |                                                                                         |                                                                                         |                                                                                         |                                                                                         | 1 | | | | | |                                                                      |                                                                      |                                                                      |                                                                      |                                                                      |                                                                      |                                                                      |                                                                      |                                                    |                                                    |                                                          |                                                          |                                                          |                                                          |                                                          |                                                          |                                                  |                                                  |                                                  |                                                  |
|                                                                          |                                                                          |                                                                          |                                                                          |                                                                                         |                                                                                         |                                                                                         |                                                                                         | | | | | | |                                                                      |                                                                      |                                                                      |                                                                      |                                                                      |                                                                      |                                                                      |                                                                      |                                                    |                                                    |                                                          |                                                          |                                                          |                                                          |                                                          |                                                          |                                                  |                                                  |                                                  |                                                  |
|                                                                          |                                                                          |                                                                          |                                                                          |                                                                                         |                                                                                         |                                                                                         |                                                                                         | Ču Ťien-šen 朱見深 1447–1487 následník 1449–52 a od 1457 Sien-cung 憲宗 Čcheng-chua 成化 1464–1487                 | Ču Ťien-šen 朱見深 1447–1487 následník 1449–52 a od 1457 Sien-cung 憲宗 Čcheng-chua 成化 1464–1487                 | Ču Ťien-šen 朱見深 1447–1487 následník 1449–52 a od 1457 Sien-cung 憲宗 Čcheng-chua 成化 1464–1487                 | Ču Ťien-šen 朱見深 1447–1487 následník 1449–52 a od 1457 Sien-cung 憲宗 Čcheng-chua 成化 1464–1487                 | Ču Ťien-šen 朱見深 1447–1487 následník 1449–52 a od 1457 Sien-cung 憲宗 Čcheng-chua 成化 1464–1487                 | Ču Ťien-šen 朱見深 1447–1487 následník 1449–52 a od 1457 Sien-cung 憲宗 Čcheng-chua 成化 1464–1487                 |                                                                      |                                                                      | Ču Ťien-ťi 朱见济 † 1453 následník od 1452                           | Ču Ťien-ťi 朱见济 † 1453 následník od 1452                           | Ču Ťien-ťi 朱见济 † 1453 následník od 1452                           | Ču Ťien-ťi 朱见济 † 1453 následník od 1452                           | Ču Ťien-ťi 朱见济 † 1453 následník od 1452                           | Ču Ťien-ťi 朱见济 † 1453 následník od 1452                           |                                                    |                                                    | Ču Jü-wen 朱宇溫 † 1560 kníže Ťing z Tchang 唐敬王       | Ču Jü-wen 朱宇溫 † 1560 kníže Ťing z Tchang 唐敬王       | Ču Jü-wen 朱宇溫 † 1560 kníže Ťing z Tchang 唐敬王       | Ču Jü-wen 朱宇溫 † 1560 kníže Ťing z Tchang 唐敬王       | Ču Jü-wen 朱宇溫 † 1560 kníže Ťing z Tchang 唐敬王       | Ču Jü-wen 朱宇溫 † 1560 kníže Ťing z Tchang 唐敬王       |                                                  |                                                  |                                                  |                                                  |
|                                                                          |                                                                          |                                                                          |                                                                          |                                                                                         |                                                                                         |                                                                                         |                                                                                         | Ču Ťien-šen 朱見深 1447–1487 následník 1449–52 a od 1457 Sien-cung 憲宗 Čcheng-chua 成化 1464–1487                 | Ču Ťien-šen 朱見深 1447–1487 následník 1449–52 a od 1457 Sien-cung 憲宗 Čcheng-chua 成化 1464–1487                 | Ču Ťien-šen 朱見深 1447–1487 následník 1449–52 a od 1457 Sien-cung 憲宗 Čcheng-chua 成化 1464–1487                 | Ču Ťien-šen 朱見深 1447–1487 následník 1449–52 a od 1457 Sien-cung 憲宗 Čcheng-chua 成化 1464–1487                 | Ču Ťien-šen 朱見深 1447–1487 následník 1449–52 a od 1457 Sien-cung 憲宗 Čcheng-chua 成化 1464–1487                 | Ču Ťien-šen 朱見深 1447–1487 následník 1449–52 a od 1457 Sien-cung 憲宗 Čcheng-chua 成化 1464–1487                 |                                                                      |                                                                      | Ču Ťien-ťi 朱见济 † 1453 následník od 1452                           | Ču Ťien-ťi 朱见济 † 1453 následník od 1452                           | Ču Ťien-ťi 朱见济 † 1453 následník od 1452                           | Ču Ťien-ťi 朱见济 † 1453 následník od 1452                           | Ču Ťien-ťi 朱见济 † 1453 následník od 1452                           | Ču Ťien-ťi 朱见济 † 1453 následník od 1452                           |                                                    |                                                    | Ču Jü-wen 朱宇溫 † 1560 kníže Ťing z Tchang 唐敬王       | Ču Jü-wen 朱宇溫 † 1560 kníže Ťing z Tchang 唐敬王       | Ču Jü-wen 朱宇溫 † 1560 kníže Ťing z Tchang 唐敬王       | Ču Jü-wen 朱宇溫 † 1560 kníže Ťing z Tchang 唐敬王       | Ču Jü-wen 朱宇溫 † 1560 kníže Ťing z Tchang 唐敬王       | Ču Jü-wen 朱宇溫 † 1560 kníže Ťing z Tchang 唐敬王       |                                                  |                                                  |                                                  |                                                  |
|                                                                          |                                                                          |                                                                          |                                                                          |                                                                                         |                                                                                         |                                                                                         |                                                                                         | 14 | | | | | |                                                                      |                                                                      |                                                                      |                                                                      |                                                                      |                                                                      |                                                                      |                                                                      |                                                    |                                                    |                                                          |                                                          |                                                          |                                                          |                                                          |                                                          |                                                  |                                                  |                                                  |                                                  |
|                                                                          |                                                                          |                                                                          |                                                                          |                                                                                         |                                                                                         |                                                                                         |                                                                                         | | | | | | |                                                                      |                                                                      |                                                                      |                                                                      |                                                                      |                                                                      |                                                                      |                                                                      |                                                    |                                                    |                                                          |                                                          |                                                          |                                                          |                                                          |                                                          |                                                  |                                                  |                                                  |                                                  |
|                                                                          |                                                                          |                                                                          |                                                                          |                                                                                         |                                                                                         |                                                                                         |                                                                                         | | | | | | |                                                                      |                                                                      |                                                                      |                                                                      |                                                                      |                                                                      |                                                                      |                                                                      |                                                    |                                                    |                                                          |                                                          |                                                          |                                                          |                                                          |                                                          |                                                  |                                                  |                                                  |                                                  |
|                                                                          |                                                                          |                                                                          |                                                                          |                                                                                         |                                                                                         |                                                                                         |                                                                                         | | | | | | |                                                                      |                                                                      |                                                                      |                                                                      |                                                                      |                                                                      |                                                                      |                                                                      |                                                    |                                                    |                                                          |                                                          |                                                          |                                                          |                                                          |                                                          |                                                  |                                                  |                                                  |                                                  |
| 2                                                                        | 2                                                                        | 2                                                                        | 2                                                                        | 2                                                                                       | 2                                                                                       |                                                                                         |                                                                                         | 3 | 3 | 3 | 3 | 3 | 3 |                                                                      |                                                                      | 4                                                                    | 4                                                                    | 4                                                                    | 4                                                                    | 4                                                                    | 4                                                                    |                                                    |                                                    |                                                          |                                                          |                                                          |                                                          |                                                          |                                                          |                                                  |                                                  |                                                  |                                                  |
| 2                                                                        | 2                                                                        | 2                                                                        | 2                                                                        | 2                                                                                       | 2                                                                                       |                                                                                         |                                                                                         | 3 | 3 | 3 | 3 | 3 | 3 |                                                                      |                                                                      | 4                                                                    | 4                                                                    | 4                                                                    | 4                                                                    | 4                                                                    | 4                                                                    |                                                    |                                                    |                                                          |                                                          |                                                          |                                                          |                                                          |                                                          |                                                  |                                                  |                                                  |                                                  |
| Ču Jou-ťi 朱祐极 1469–1472 následník od 1471                             | Ču Jou-ťi 朱祐极 1469–1472 následník od 1471                             | Ču Jou-ťi 朱祐极 1469–1472 následník od 1471                             | Ču Jou-ťi 朱祐极 1469–1472 následník od 1471                             | Ču Jou-ťi 朱祐极 1469–1472 následník od 1471                                            | Ču Jou-ťi 朱祐极 1469–1472 následník od 1471                                            |                                                                                         |                                                                                         | Ču Jou-tchang 朱祐樘 1470–1505 následník od 1475 Siao-cung 孝宗 Chung-č’ 弘治 1487–1505                            | Ču Jou-tchang 朱祐樘 1470–1505 následník od 1475 Siao-cung 孝宗 Chung-č’ 弘治 1487–1505                            | Ču Jou-tchang 朱祐樘 1470–1505 následník od 1475 Siao-cung 孝宗 Chung-č’ 弘治 1487–1505                            | Ču Jou-tchang 朱祐樘 1470–1505 následník od 1475 Siao-cung 孝宗 Chung-č’ 弘治 1487–1505                            | Ču Jou-tchang 朱祐樘 1470–1505 následník od 1475 Siao-cung 孝宗 Chung-č’ 弘治 1487–1505                            | Ču Jou-tchang 朱祐樘 1470–1505 následník od 1475 Siao-cung 孝宗 Chung-č’ 弘治 1487–1505                            |                                                                      |                                                                      | Ču Jou-jüan 朱祐杬 1476–1519 Žuej-cung 睿宗                          | Ču Jou-jüan 朱祐杬 1476–1519 Žuej-cung 睿宗                          | Ču Jou-jüan 朱祐杬 1476–1519 Žuej-cung 睿宗                          | Ču Jou-jüan 朱祐杬 1476–1519 Žuej-cung 睿宗                          | Ču Jou-jüan 朱祐杬 1476–1519 Žuej-cung 睿宗                          | Ču Jou-jüan 朱祐杬 1476–1519 Žuej-cung 睿宗                          |                                                    |                                                    | Ču Čou-jung 朱宙栐 † 1564 kníže Šun z Tchang 唐順王      | Ču Čou-jung 朱宙栐 † 1564 kníže Šun z Tchang 唐順王      | Ču Čou-jung 朱宙栐 † 1564 kníže Šun z Tchang 唐順王      | Ču Čou-jung 朱宙栐 † 1564 kníže Šun z Tchang 唐順王      | Ču Čou-jung 朱宙栐 † 1564 kníže Šun z Tchang 唐順王      | Ču Čou-jung 朱宙栐 † 1564 kníže Šun z Tchang 唐順王      |                                                  |                                                  |                                                  |                                                  |
| Ču Jou-ťi 朱祐极 1469–1472 následník od 1471                             | Ču Jou-ťi 朱祐极 1469–1472 následník od 1471                             | Ču Jou-ťi 朱祐极 1469–1472 následník od 1471                             | Ču Jou-ťi 朱祐极 1469–1472 následník od 1471                             | Ču Jou-ťi 朱祐极 1469–1472 následník od 1471                                            | Ču Jou-ťi 朱祐极 1469–1472 následník od 1471                                            |                                                                                         |                                                                                         | Ču Jou-tchang 朱祐樘 1470–1505 následník od 1475 Siao-cung 孝宗 Chung-č’ 弘治 1487–1505                            | Ču Jou-tchang 朱祐樘 1470–1505 následník od 1475 Siao-cung 孝宗 Chung-č’ 弘治 1487–1505                            | Ču Jou-tchang 朱祐樘 1470–1505 následník od 1475 Siao-cung 孝宗 Chung-č’ 弘治 1487–1505                            | Ču Jou-tchang 朱祐樘 1470–1505 následník od 1475 Siao-cung 孝宗 Chung-č’ 弘治 1487–1505                            | Ču Jou-tchang 朱祐樘 1470–1505 následník od 1475 Siao-cung 孝宗 Chung-č’ 弘治 1487–1505                            | Ču Jou-tchang 朱祐樘 1470–1505 následník od 1475 Siao-cung 孝宗 Chung-č’ 弘治 1487–1505                            |                                                                      |                                                                      | Ču Jou-jüan 朱祐杬 1476–1519 Žuej-cung 睿宗                          | Ču Jou-jüan 朱祐杬 1476–1519 Žuej-cung 睿宗                          | Ču Jou-jüan 朱祐杬 1476–1519 Žuej-cung 睿宗                          | Ču Jou-jüan 朱祐杬 1476–1519 Žuej-cung 睿宗                          | Ču Jou-jüan 朱祐杬 1476–1519 Žuej-cung 睿宗                          | Ču Jou-jüan 朱祐杬 1476–1519 Žuej-cung 睿宗                          |                                                    |                                                    | Ču Čou-jung 朱宙栐 † 1564 kníže Šun z Tchang 唐順王      | Ču Čou-jung 朱宙栐 † 1564 kníže Šun z Tchang 唐順王      | Ču Čou-jung 朱宙栐 † 1564 kníže Šun z Tchang 唐順王      | Ču Čou-jung 朱宙栐 † 1564 kníže Šun z Tchang 唐順王      | Ču Čou-jung 朱宙栐 † 1564 kníže Šun z Tchang 唐順王      | Ču Čou-jung 朱宙栐 † 1564 kníže Šun z Tchang 唐順王      |                                                  |                                                  |                                                  |                                                  |
|                                                                          |                                                                          |                                                                          |                                                                          |                                                                                         |                                                                                         |                                                                                         |                                                                                         | 2 | 2 | 2 | 2 | 2 | 2 |                                                                      |                                                                      | 2                                                                    | 2                                                                    | 2                                                                    | 2                                                                    | 2                                                                    | 2                                                                    |                                                    |                                                    |                                                          |                                                          |                                                          |                                                          |                                                          |                                                          |                                                  |                                                  |                                                  |                                                  |
|                                                                          |                                                                          |                                                                          |                                                                          |                                                                                         |                                                                                         |                                                                                         |                                                                                         | 2 | 2 | 2 | 2 | 2 | 2 |                                                                      |                                                                      | 2                                                                    | 2                                                                    | 2                                                                    | 2                                                                    | 2                                                                    | 2                                                                    |                                                    |                                                    |                                                          |                                                          |                                                          |                                                          |                                                          |                                                          |                                                  |                                                  |                                                  |                                                  |
|                                                                          |                                                                          |                                                                          |                                                                          |                                                                                         |                                                                                         |                                                                                         |                                                                                         | | | | | | |                                                                      |                                                                      |                                                                      |                                                                      |                                                                      |                                                                      |                                                                      |                                                                      |                                                    |                                                    |                                                          |                                                          |                                                          |                                                          |                                                          |                                                          |                                                  |                                                  |                                                  |                                                  |
|                                                                          |                                                                          |                                                                          |                                                                          |                                                                                         |                                                                                         |                                                                                         |                                                                                         | | | | | | |                                                                      |                                                                      |                                                                      |                                                                      |                                                                      |                                                                      |                                                                      |                                                                      |                                                    |                                                    |                                                          |                                                          |                                                          |                                                          |                                                          |                                                          |                                                  |                                                  |                                                  |                                                  |
|                                                                          |                                                                          |                                                                          |                                                                          |                                                                                         |                                                                                         |                                                                                         |                                                                                         | 1 | 1 | 1 | 1 | 1 | 1 |                                                                      |                                                                      | 2                                                                    | 2                                                                    | 2                                                                    | 2                                                                    | 2                                                                    | 2                                                                    |                                                    |                                                    |                                                          |                                                          |                                                          |                                                          |                                                          |                                                          |                                                  |                                                  |                                                  |                                                  |
|                                                                          |                                                                          |                                                                          |                                                                          |                                                                                         |                                                                                         |                                                                                         |                                                                                         | 1 | 1 | 1 | 1 | 1 | 1 |                                                                      |                                                                      | 2                                                                    | 2                                                                    | 2                                                                    | 2                                                                    | 2                                                                    | 2                                                                    |                                                    |                                                    |                                                          |                                                          |                                                          |                                                          |                                                          |                                                          |                                                  |                                                  |                                                  |                                                  |
|                                                                          |                                                                          |                                                                          |                                                                          |                                                                                         |                                                                                         |                                                                                         |                                                                                         | Ču Chou-čao 朱厚燳 1491–1521 následník od 1492 Wu-cung 武宗 Čeng-te 正德 1505–1521                                 | Ču Chou-čao 朱厚燳 1491–1521 následník od 1492 Wu-cung 武宗 Čeng-te 正德 1505–1521                                 | Ču Chou-čao 朱厚燳 1491–1521 následník od 1492 Wu-cung 武宗 Čeng-te 正德 1505–1521                                 | Ču Chou-čao 朱厚燳 1491–1521 následník od 1492 Wu-cung 武宗 Čeng-te 正德 1505–1521                                 | Ču Chou-čao 朱厚燳 1491–1521 následník od 1492 Wu-cung 武宗 Čeng-te 正德 1505–1521                                 | Ču Chou-čao 朱厚燳 1491–1521 následník od 1492 Wu-cung 武宗 Čeng-te 正德 1505–1521                                 |                                                                      |                                                                      | Ču Chou-cchung 朱厚熜 1507–1567 Š’-cung 世宗 Ťia-ťing 嘉靖 1521–1567 | Ču Chou-cchung 朱厚熜 1507–1567 Š’-cung 世宗 Ťia-ťing 嘉靖 1521–1567 | Ču Chou-cchung 朱厚熜 1507–1567 Š’-cung 世宗 Ťia-ťing 嘉靖 1521–1567 | Ču Chou-cchung 朱厚熜 1507–1567 Š’-cung 世宗 Ťia-ťing 嘉靖 1521–1567 | Ču Chou-cchung 朱厚熜 1507–1567 Š’-cung 世宗 Ťia-ťing 嘉靖 1521–1567 | Ču Chou-cchung 朱厚熜 1507–1567 Š’-cung 世宗 Ťia-ťing 嘉靖 1521–1567 |                                                    |                                                    | Ču Š’-chuang 朱碩熿 † 1632 kníže Tuan z Tchang 唐端王    | Ču Š’-chuang 朱碩熿 † 1632 kníže Tuan z Tchang 唐端王    | Ču Š’-chuang 朱碩熿 † 1632 kníže Tuan z Tchang 唐端王    | Ču Š’-chuang 朱碩熿 † 1632 kníže Tuan z Tchang 唐端王    | Ču Š’-chuang 朱碩熿 † 1632 kníže Tuan z Tchang 唐端王    | Ču Š’-chuang 朱碩熿 † 1632 kníže Tuan z Tchang 唐端王    |                                                  |                                                  |                                                  |                                                  |
|                                                                          |                                                                          |                                                                          |                                                                          |                                                                                         |                                                                                         |                                                                                         |                                                                                         | Ču Chou-čao 朱厚燳 1491–1521 následník od 1492 Wu-cung 武宗 Čeng-te 正德 1505–1521                                 | Ču Chou-čao 朱厚燳 1491–1521 následník od 1492 Wu-cung 武宗 Čeng-te 正德 1505–1521                                 | Ču Chou-čao 朱厚燳 1491–1521 následník od 1492 Wu-cung 武宗 Čeng-te 正德 1505–1521                                 | Ču Chou-čao 朱厚燳 1491–1521 následník od 1492 Wu-cung 武宗 Čeng-te 正德 1505–1521                                 | Ču Chou-čao 朱厚燳 1491–1521 následník od 1492 Wu-cung 武宗 Čeng-te 正德 1505–1521                                 | Ču Chou-čao 朱厚燳 1491–1521 následník od 1492 Wu-cung 武宗 Čeng-te 正德 1505–1521                                 |                                                                      |                                                                      | Ču Chou-cchung 朱厚熜 1507–1567 Š’-cung 世宗 Ťia-ťing 嘉靖 1521–1567 | Ču Chou-cchung 朱厚熜 1507–1567 Š’-cung 世宗 Ťia-ťing 嘉靖 1521–1567 | Ču Chou-cchung 朱厚熜 1507–1567 Š’-cung 世宗 Ťia-ťing 嘉靖 1521–1567 | Ču Chou-cchung 朱厚熜 1507–1567 Š’-cung 世宗 Ťia-ťing 嘉靖 1521–1567 | Ču Chou-cchung 朱厚熜 1507–1567 Š’-cung 世宗 Ťia-ťing 嘉靖 1521–1567 | Ču Chou-cchung 朱厚熜 1507–1567 Š’-cung 世宗 Ťia-ťing 嘉靖 1521–1567 |                                                    |                                                    | Ču Š’-chuang 朱碩熿 † 1632 kníže Tuan z Tchang 唐端王    | Ču Š’-chuang 朱碩熿 † 1632 kníže Tuan z Tchang 唐端王    | Ču Š’-chuang 朱碩熿 † 1632 kníže Tuan z Tchang 唐端王    | Ču Š’-chuang 朱碩熿 † 1632 kníže Tuan z Tchang 唐端王    | Ču Š’-chuang 朱碩熿 † 1632 kníže Tuan z Tchang 唐端王    | Ču Š’-chuang 朱碩熿 † 1632 kníže Tuan z Tchang 唐端王    |                                                  |                                                  |                                                  |                                                  |
|                                                                          |                                                                          |                                                                          |                                                                          |                                                                                         |                                                                                         |                                                                                         |                                                                                         | | | | | | |                                                                      |                                                                      | 8                                                                    |                                                                      |                                                                      |                                                                      |                                                                      |                                                                      |                                                    |                                                    |                                                          |                                                          |                                                          |                                                          |                                                          |                                                          |                                                  |                                                  |                                                  |                                                  |
|                                                                          |                                                                          |                                                                          |                                                                          |                                                                                         |                                                                                         |                                                                                         |                                                                                         | | | | | | |                                                                      |                                                                      |                                                                      |                                                                      |                                                                      |                                                                      |                                                                      |                                                                      |                                                    |                                                    |                                                          |                                                          |                                                          |                                                          |                                                          |                                                          |                                                  |                                                  |                                                  |                                                  |
|                                                                          |                                                                          |                                                                          |                                                                          |                                                                                         |                                                                                         |                                                                                         |                                                                                         | | | | | | |                                                                      |                                                                      |                                                                      |                                                                      |                                                                      |                                                                      |                                                                      |                                                                      |                                                    |                                                    |                                                          |                                                          |                                                          |                                                          |                                                          |                                                          |                                                  |                                                  |                                                  |                                                  |
|                                                                          |                                                                          |                                                                          |                                                                          |                                                                                         |                                                                                         |                                                                                         |                                                                                         | | | | | | |                                                                      |                                                                      |                                                                      |                                                                      |                                                                      |                                                                      |                                                                      |                                                                      |                                                    |                                                    |                                                          |                                                          |                                                          |                                                          |                                                          |                                                          |                                                  |                                                  |                                                  |                                                  |
|                                                                          |                                                                          |                                                                          |                                                                          | 2                                                                                       | 2                                                                                       | 2                                                                                       | 2                                                                                       | 2 | 2 | | | 3 | 3 | 3                                                                    | 3                                                                    | 3                                                                    | 3                                                                    |                                                                      |                                                                      |                                                                      |                                                                      |                                                    |                                                    |                                                          |                                                          |                                                          |                                                          |                                                          |                                                          |                                                  |                                                  |                                                  |                                                  |
|                                                                          |                                                                          |                                                                          |                                                                          | 2                                                                                       | 2                                                                                       | 2                                                                                       | 2                                                                                       | 2 | 2 | | | 3 | 3 | 3                                                                    | 3                                                                    | 3                                                                    | 3                                                                    |                                                                      |                                                                      |                                                                      |                                                                      |                                                    |                                                    |                                                          |                                                          |                                                          |                                                          |                                                          |                                                          |                                                  |                                                  |                                                  |                                                  |
|                                                                          |                                                                          |                                                                          |                                                                          | Ču Caj-chuo 朱载壡 1536–1549 následník od 1539                                          | Ču Caj-chuo 朱载壡 1536–1549 následník od 1539                                          | Ču Caj-chuo 朱载壡 1536–1549 následník od 1539                                          | Ču Caj-chuo 朱载壡 1536–1549 následník od 1539                                          | Ču Caj-chuo 朱载壡 1536–1549 následník od 1539                                                                     | Ču Caj-chuo 朱载壡 1536–1549 následník od 1539                                                                     | | | Ču Caj-chou 朱載垕 1537–1572 Mu-cung 穆宗 Lung-čching 隆慶 1567–1572                                               | Ču Caj-chou 朱載垕 1537–1572 Mu-cung 穆宗 Lung-čching 隆慶 1567–1572                                               | Ču Caj-chou 朱載垕 1537–1572 Mu-cung 穆宗 Lung-čching 隆慶 1567–1572 | Ču Caj-chou 朱載垕 1537–1572 Mu-cung 穆宗 Lung-čching 隆慶 1567–1572 | Ču Caj-chou 朱載垕 1537–1572 Mu-cung 穆宗 Lung-čching 隆慶 1567–1572 | Ču Caj-chou 朱載垕 1537–1572 Mu-cung 穆宗 Lung-čching 隆慶 1567–1572 |                                                                      |                                                                      |                                                                      |                                                                      |                                                    |                                                    | Ču Čchi-šeng 朱器墭 kníže Jü z Tchang 唐裕王             | Ču Čchi-šeng 朱器墭 kníže Jü z Tchang 唐裕王             | Ču Čchi-šeng 朱器墭 kníže Jü z Tchang 唐裕王             | Ču Čchi-šeng 朱器墭 kníže Jü z Tchang 唐裕王             | Ču Čchi-šeng 朱器墭 kníže Jü z Tchang 唐裕王             | Ču Čchi-šeng 朱器墭 kníže Jü z Tchang 唐裕王             |                                                  |                                                  |                                                  |                                                  |
|                                                                          |                                                                          |                                                                          |                                                                          | Ču Caj-chuo 朱载壡 1536–1549 následník od 1539                                          | Ču Caj-chuo 朱载壡 1536–1549 následník od 1539                                          | Ču Caj-chuo 朱载壡 1536–1549 následník od 1539                                          | Ču Caj-chuo 朱载壡 1536–1549 následník od 1539                                          | Ču Caj-chuo 朱载壡 1536–1549 následník od 1539                                                                     | Ču Caj-chuo 朱载壡 1536–1549 následník od 1539                                                                     | | | Ču Caj-chou 朱載垕 1537–1572 Mu-cung 穆宗 Lung-čching 隆慶 1567–1572                                               | Ču Caj-chou 朱載垕 1537–1572 Mu-cung 穆宗 Lung-čching 隆慶 1567–1572                                               | Ču Caj-chou 朱載垕 1537–1572 Mu-cung 穆宗 Lung-čching 隆慶 1567–1572 | Ču Caj-chou 朱載垕 1537–1572 Mu-cung 穆宗 Lung-čching 隆慶 1567–1572 | Ču Caj-chou 朱載垕 1537–1572 Mu-cung 穆宗 Lung-čching 隆慶 1567–1572 | Ču Caj-chou 朱載垕 1537–1572 Mu-cung 穆宗 Lung-čching 隆慶 1567–1572 |                                                                      |                                                                      |                                                                      |                                                                      |                                                    |                                                    | Ču Čchi-šeng 朱器墭 kníže Jü z Tchang 唐裕王             | Ču Čchi-šeng 朱器墭 kníže Jü z Tchang 唐裕王             | Ču Čchi-šeng 朱器墭 kníže Jü z Tchang 唐裕王             | Ču Čchi-šeng 朱器墭 kníže Jü z Tchang 唐裕王             | Ču Čchi-šeng 朱器墭 kníže Jü z Tchang 唐裕王             | Ču Čchi-šeng 朱器墭 kníže Jü z Tchang 唐裕王             |                                                  |                                                  |                                                  |                                                  |
|                                                                          |                                                                          |                                                                          |                                                                          |                                                                                         |                                                                                         |                                                                                         |                                                                                         | | | | | 4 | |                                                                      |                                                                      |                                                                      |                                                                      |                                                                      |                                                                      |                                                                      |                                                                      |                                                    |                                                    |                                                          |                                                          |                                                          |                                                          |                                                          |                                                          |                                                  |                                                  |                                                  |                                                  |
|                                                                          |                                                                          |                                                                          |                                                                          |                                                                                         |                                                                                         |                                                                                         |                                                                                         | | | | | | |                                                                      |                                                                      |                                                                      |                                                                      |                                                                      |                                                                      |                                                                      |                                                                      |                                                    |                                                    |                                                          |                                                          |                                                          |                                                          |                                                          |                                                          |                                                  |                                                  |                                                  |                                                  |
|                                                                          |                                                                          |                                                                          |                                                                          |                                                                                         |                                                                                         |                                                                                         |                                                                                         | | | | | | |                                                                      |                                                                      |                                                                      |                                                                      |                                                                      |                                                                      |                                                                      |                                                                      |                                                    |                                                    |                                                          |                                                          |                                                          |                                                          |                                                          |                                                          |                                                  |                                                  |                                                  |                                                  |
|                                                                          |                                                                          |                                                                          |                                                                          |                                                                                         |                                                                                         |                                                                                         |                                                                                         | | | | | | |                                                                      |                                                                      |                                                                      |                                                                      |                                                                      |                                                                      |                                                                      |                                                                      |                                                    |                                                    |                                                          |                                                          |                                                          |                                                          |                                                          |                                                          |                                                  |                                                  |                                                  |                                                  |
|                                                                          |                                                                          |                                                                          |                                                                          |                                                                                         |                                                                                         |                                                                                         |                                                                                         | 3 | | | | | |                                                                      |                                                                      |                                                                      |                                                                      |                                                                      |                                                                      |                                                                      |                                                                      |                                                    |                                                    |                                                          |                                                          |                                                          |                                                          |                                                          |                                                          |                                                  |                                                  |                                                  |                                                  |
|                                                                          |                                                                          |                                                                          |                                                                          |                                                                                         |                                                                                         |                                                                                         |                                                                                         | | | | | | |                                                                      |                                                                      |                                                                      |                                                                      |                                                                      |                                                                      |                                                                      |                                                                      |                                                    |                                                    |                                                          |                                                          |                                                          |                                                          |                                                          |                                                          |                                                  |                                                  |                                                  |                                                  |
|                                                                          |                                                                          |                                                                          |                                                                          |                                                                                         |                                                                                         |                                                                                         |                                                                                         | Ču I-ťün 朱翊鈞 1563–1620 následník od 1568 Šen-cung 神宗 Wan-li 萬曆 1572–1620                                    | Ču I-ťün 朱翊鈞 1563–1620 následník od 1568 Šen-cung 神宗 Wan-li 萬曆 1572–1620                                    | Ču I-ťün 朱翊鈞 1563–1620 následník od 1568 Šen-cung 神宗 Wan-li 萬曆 1572–1620                                    | Ču I-ťün 朱翊鈞 1563–1620 následník od 1568 Šen-cung 神宗 Wan-li 萬曆 1572–1620                                    | Ču I-ťün 朱翊鈞 1563–1620 následník od 1568 Šen-cung 神宗 Wan-li 萬曆 1572–1620                                    | Ču I-ťün 朱翊鈞 1563–1620 následník od 1568 Šen-cung 神宗 Wan-li 萬曆 1572–1620                                    |                                                                      |                                                                      |                                                                      |                                                                      |                                                                      |                                                                      | Ču Jü-ťien 朱聿鍵 1602-1646 Lung-wu 隆武 1645–1646                   | Ču Jü-ťien 朱聿鍵 1602-1646 Lung-wu 隆武 1645–1646                   | Ču Jü-ťien 朱聿鍵 1602-1646 Lung-wu 隆武 1645–1646 | Ču Jü-ťien 朱聿鍵 1602-1646 Lung-wu 隆武 1645–1646 | Ču Jü-ťien 朱聿鍵 1602-1646 Lung-wu 隆武 1645–1646       | Ču Jü-ťien 朱聿鍵 1602-1646 Lung-wu 隆武 1645–1646       |                                                          |                                                          | Ču Jü-jüe 朱聿粵 1605-1646 Šao-wu 紹武 1646–1647         | Ču Jü-jüe 朱聿粵 1605-1646 Šao-wu 紹武 1646–1647         | Ču Jü-jüe 朱聿粵 1605-1646 Šao-wu 紹武 1646–1647 | Ču Jü-jüe 朱聿粵 1605-1646 Šao-wu 紹武 1646–1647 | Ču Jü-jüe 朱聿粵 1605-1646 Šao-wu 紹武 1646–1647 | Ču Jü-jüe 朱聿粵 1605-1646 Šao-wu 紹武 1646–1647 |
|                                                                          |                                                                          |                                                                          |                                                                          |                                                                                         |                                                                                         |                                                                                         |                                                                                         | Ču I-ťün 朱翊鈞 1563–1620 následník od 1568 Šen-cung 神宗 Wan-li 萬曆 1572–1620                                    | Ču I-ťün 朱翊鈞 1563–1620 následník od 1568 Šen-cung 神宗 Wan-li 萬曆 1572–1620                                    | Ču I-ťün 朱翊鈞 1563–1620 následník od 1568 Šen-cung 神宗 Wan-li 萬曆 1572–1620                                    | Ču I-ťün 朱翊鈞 1563–1620 následník od 1568 Šen-cung 神宗 Wan-li 萬曆 1572–1620                                    | Ču I-ťün 朱翊鈞 1563–1620 následník od 1568 Šen-cung 神宗 Wan-li 萬曆 1572–1620                                    | Ču I-ťün 朱翊鈞 1563–1620 následník od 1568 Šen-cung 神宗 Wan-li 萬曆 1572–1620                                    |                                                                      |                                                                      |                                                                      |                                                                      |                                                                      |                                                                      | Ču Jü-ťien 朱聿鍵 1602-1646 Lung-wu 隆武 1645–1646                   | Ču Jü-ťien 朱聿鍵 1602-1646 Lung-wu 隆武 1645–1646                   | Ču Jü-ťien 朱聿鍵 1602-1646 Lung-wu 隆武 1645–1646 | Ču Jü-ťien 朱聿鍵 1602-1646 Lung-wu 隆武 1645–1646 | Ču Jü-ťien 朱聿鍵 1602-1646 Lung-wu 隆武 1645–1646       | Ču Jü-ťien 朱聿鍵 1602-1646 Lung-wu 隆武 1645–1646       |                                                          |                                                          | Ču Jü-jüe 朱聿粵 1605-1646 Šao-wu 紹武 1646–1647         | Ču Jü-jüe 朱聿粵 1605-1646 Šao-wu 紹武 1646–1647         | Ču Jü-jüe 朱聿粵 1605-1646 Šao-wu 紹武 1646–1647 | Ču Jü-jüe 朱聿粵 1605-1646 Šao-wu 紹武 1646–1647 | Ču Jü-jüe 朱聿粵 1605-1646 Šao-wu 紹武 1646–1647 | Ču Jü-jüe 朱聿粵 1605-1646 Šao-wu 紹武 1646–1647 |
|                                                                          |                                                                          |                                                                          |                                                                          |                                                                                         |                                                                                         |                                                                                         |                                                                                         | 8 | | | | | |                                                                      |                                                                      |                                                                      |                                                                      |                                                                      |                                                                      |                                                                      |                                                                      |                                                    |                                                    |                                                          |                                                          |                                                          |                                                          |                                                          |                                                          |                                                  |                                                  |                                                  |                                                  |
|                                                                          |                                                                          |                                                                          |                                                                          |                                                                                         |                                                                                         |                                                                                         |                                                                                         | | | | | | |                                                                      |                                                                      |                                                                      |                                                                      |                                                                      |                                                                      |                                                                      |                                                                      |                                                    |                                                    |                                                          |                                                          |                                                          |                                                          |                                                          |                                                          |                                                  |                                                  |                                                  |                                                  |
|                                                                          |                                                                          |                                                                          |                                                                          |                                                                                         |                                                                                         |                                                                                         |                                                                                         | | | | | | |                                                                      |                                                                      |                                                                      |                                                                      |                                                                      |                                                                      |                                                                      |                                                                      |                                                    |                                                    |                                                          |                                                          |                                                          |                                                          |                                                          |                                                          |                                                  |                                                  |                                                  |                                                  |
|                                                                          |                                                                          |                                                                          |                                                                          |                                                                                         |                                                                                         |                                                                                         |                                                                                         | | | | | | |                                                                      |                                                                      |                                                                      |                                                                      |                                                                      |                                                                      |                                                                      |                                                                      |                                                    |                                                    |                                                          |                                                          |                                                          |                                                          |                                                          |                                                          |                                                  |                                                  |                                                  |                                                  |
|                                                                          |                                                                          |                                                                          |                                                                          | 1                                                                                       | 1                                                                                       | 1                                                                                       | 1                                                                                       | 1 | 1 | | | | |                                                                      |                                                                      | 3                                                                    | 3                                                                    | 3                                                                    | 3                                                                    | 3                                                                    | 3                                                                    |                                                    |                                                    | 7                                                        | 7                                                        | 7                                                        | 7                                                        | 7                                                        | 7                                                        |                                                  |                                                  |                                                  |                                                  |
|                                                                          |                                                                          |                                                                          |                                                                          | 1                                                                                       | 1                                                                                       | 1                                                                                       | 1                                                                                       | 1 | 1 | | | | |                                                                      |                                                                      | 3                                                                    | 3                                                                    | 3                                                                    | 3                                                                    | 3                                                                    | 3                                                                    |                                                    |                                                    | 7                                                        | 7                                                        | 7                                                        | 7                                                        | 7                                                        | 7                                                        |                                                  |                                                  |                                                  |                                                  |
|                                                                          |                                                                          |                                                                          |                                                                          | Ču Čchang-luo 朱常洛 1582–1620 následník od 1601 Kuang-cung 光宗 Tchaj-čchang 泰昌 1620 | Ču Čchang-luo 朱常洛 1582–1620 následník od 1601 Kuang-cung 光宗 Tchaj-čchang 泰昌 1620 | Ču Čchang-luo 朱常洛 1582–1620 následník od 1601 Kuang-cung 光宗 Tchaj-čchang 泰昌 1620 | Ču Čchang-luo 朱常洛 1582–1620 následník od 1601 Kuang-cung 光宗 Tchaj-čchang 泰昌 1620 | Ču Čchang-luo 朱常洛 1582–1620 následník od 1601 Kuang-cung 光宗 Tchaj-čchang 泰昌 1620                            | Ču Čchang-luo 朱常洛 1582–1620 následník od 1601 Kuang-cung 光宗 Tchaj-čchang 泰昌 1620                            | | | | |                                                                      |                                                                      | Ču Čchang-sün 朱常洵 1586–1641 kníže Čung z Fu 福忠王                | Ču Čchang-sün 朱常洵 1586–1641 kníže Čung z Fu 福忠王                | Ču Čchang-sün 朱常洵 1586–1641 kníže Čung z Fu 福忠王                | Ču Čchang-sün 朱常洵 1586–1641 kníže Čung z Fu 福忠王                | Ču Čchang-sün 朱常洵 1586–1641 kníže Čung z Fu 福忠王                | Ču Čchang-sün 朱常洵 1586–1641 kníže Čung z Fu 福忠王                |                                                    |                                                    | Ču Čchang-jing 朱常瀛 1601–1645 kníže Tuan z Kuej 桂端王 | Ču Čchang-jing 朱常瀛 1601–1645 kníže Tuan z Kuej 桂端王 | Ču Čchang-jing 朱常瀛 1601–1645 kníže Tuan z Kuej 桂端王 | Ču Čchang-jing 朱常瀛 1601–1645 kníže Tuan z Kuej 桂端王 | Ču Čchang-jing 朱常瀛 1601–1645 kníže Tuan z Kuej 桂端王 | Ču Čchang-jing 朱常瀛 1601–1645 kníže Tuan z Kuej 桂端王 |                                                  |                                                  |                                                  |                                                  |
|                                                                          |                                                                          |                                                                          |                                                                          | Ču Čchang-luo 朱常洛 1582–1620 následník od 1601 Kuang-cung 光宗 Tchaj-čchang 泰昌 1620 | Ču Čchang-luo 朱常洛 1582–1620 následník od 1601 Kuang-cung 光宗 Tchaj-čchang 泰昌 1620 | Ču Čchang-luo 朱常洛 1582–1620 následník od 1601 Kuang-cung 光宗 Tchaj-čchang 泰昌 1620 | Ču Čchang-luo 朱常洛 1582–1620 následník od 1601 Kuang-cung 光宗 Tchaj-čchang 泰昌 1620 | Ču Čchang-luo 朱常洛 1582–1620 následník od 1601 Kuang-cung 光宗 Tchaj-čchang 泰昌 1620                            | Ču Čchang-luo 朱常洛 1582–1620 následník od 1601 Kuang-cung 光宗 Tchaj-čchang 泰昌 1620                            | | | | |                                                                      |                                                                      | Ču Čchang-sün 朱常洵 1586–1641 kníže Čung z Fu 福忠王                | Ču Čchang-sün 朱常洵 1586–1641 kníže Čung z Fu 福忠王                | Ču Čchang-sün 朱常洵 1586–1641 kníže Čung z Fu 福忠王                | Ču Čchang-sün 朱常洵 1586–1641 kníže Čung z Fu 福忠王                | Ču Čchang-sün 朱常洵 1586–1641 kníže Čung z Fu 福忠王                | Ču Čchang-sün 朱常洵 1586–1641 kníže Čung z Fu 福忠王                |                                                    |                                                    | Ču Čchang-jing 朱常瀛 1601–1645 kníže Tuan z Kuej 桂端王 | Ču Čchang-jing 朱常瀛 1601–1645 kníže Tuan z Kuej 桂端王 | Ču Čchang-jing 朱常瀛 1601–1645 kníže Tuan z Kuej 桂端王 | Ču Čchang-jing 朱常瀛 1601–1645 kníže Tuan z Kuej 桂端王 | Ču Čchang-jing 朱常瀛 1601–1645 kníže Tuan z Kuej 桂端王 | Ču Čchang-jing 朱常瀛 1601–1645 kníže Tuan z Kuej 桂端王 |                                                  |                                                  |                                                  |                                                  |
|                                                                          |                                                                          |                                                                          |                                                                          | 7                                                                                       | 7                                                                                       | 7                                                                                       | 7                                                                                       | 7 | 7 | | | | |                                                                      |                                                                      | 3                                                                    | 3                                                                    | 3                                                                    | 3                                                                    | 3                                                                    | 3                                                                    |                                                    |                                                    | 8                                                        | 8                                                        | 8                                                        | 8                                                        | 8                                                        | 8                                                        |                                                  |                                                  |                                                  |                                                  |
|                                                                          |                                                                          |                                                                          |                                                                          | 7                                                                                       | 7                                                                                       | 7                                                                                       | 7                                                                                       | 7 | 7 | | | | |                                                                      |                                                                      | 3                                                                    | 3                                                                    | 3                                                                    | 3                                                                    | 3                                                                    | 3                                                                    |                                                    |                                                    | 8                                                        | 8                                                        | 8                                                        | 8                                                        | 8                                                        | 8                                                        |                                                  |                                                  |                                                  |                                                  |
|                                                                          |                                                                          |                                                                          |                                                                          |                                                                                         |                                                                                         |                                                                                         |                                                                                         | | | | | | |                                                                      |                                                                      |                                                                      |                                                                      |                                                                      |                                                                      |                                                                      |                                                                      |                                                    |                                                    |                                                          |                                                          |                                                          |                                                          |                                                          |                                                          |                                                  |                                                  |                                                  |                                                  |
|                                                                          |                                                                          |                                                                          |                                                                          |                                                                                         |                                                                                         |                                                                                         |                                                                                         | | | | | | |                                                                      |                                                                      |                                                                      |                                                                      |                                                                      |                                                                      |                                                                      |                                                                      |                                                    |                                                    |                                                          |                                                          |                                                          |                                                          |                                                          |                                                          |                                                  |                                                  |                                                  |                                                  |
| 1                                                                        | 1                                                                        | 1                                                                        | 1                                                                        | 1                                                                                       | 1                                                                                       |                                                                                         |                                                                                         | 5 | 5 | 5 | 5 | 5 | 5 |                                                                      |                                                                      | 1                                                                    | 1                                                                    | 1                                                                    | 1                                                                    | 1                                                                    | 1                                                                    |                                                    |                                                    | 4                                                        | 4                                                        | 4                                                        | 4                                                        | 4                                                        | 4                                                        |                                                  |                                                  |                                                  |                                                  |
| 1                                                                        | 1                                                                        | 1                                                                        | 1                                                                        | 1                                                                                       | 1                                                                                       |                                                                                         |                                                                                         | 5 | 5 | 5 | 5 | 5 | 5 |                                                                      |                                                                      | 1                                                                    | 1                                                                    | 1                                                                    | 1                                                                    | 1                                                                    | 1                                                                    |                                                    |                                                    | 4                                                        | 4                                                        | 4                                                        | 4                                                        | 4                                                        | 4                                                        |                                                  |                                                  |                                                  |                                                  |
| Ču Jou-ťiao 朱由校 1605–1627 Si-cung 熹宗 Tchien-čchi 天啟 1620–1627     | Ču Jou-ťiao 朱由校 1605–1627 Si-cung 熹宗 Tchien-čchi 天啟 1620–1627     | Ču Jou-ťiao 朱由校 1605–1627 Si-cung 熹宗 Tchien-čchi 天啟 1620–1627     | Ču Jou-ťiao 朱由校 1605–1627 Si-cung 熹宗 Tchien-čchi 天啟 1620–1627     | Ču Jou-ťiao 朱由校 1605–1627 Si-cung 熹宗 Tchien-čchi 天啟 1620–1627                    | Ču Jou-ťiao 朱由校 1605–1627 Si-cung 熹宗 Tchien-čchi 天啟 1620–1627                    |                                                                                         |                                                                                         | Ču Jou-ťien 朱由檢 1611–1644 S’-cung 思宗 Čchung-čen 崇禎 1627–1644                                                | Ču Jou-ťien 朱由檢 1611–1644 S’-cung 思宗 Čchung-čen 崇禎 1627–1644                                                | Ču Jou-ťien 朱由檢 1611–1644 S’-cung 思宗 Čchung-čen 崇禎 1627–1644                                                | Ču Jou-ťien 朱由檢 1611–1644 S’-cung 思宗 Čchung-čen 崇禎 1627–1644                                                | Ču Jou-ťien 朱由檢 1611–1644 S’-cung 思宗 Čchung-čen 崇禎 1627–1644                                                | Ču Jou-ťien 朱由檢 1611–1644 S’-cung 思宗 Čchung-čen 崇禎 1627–1644                                                |                                                                      |                                                                      | Ču Jou-sung 朱由崧 1607–1646 Chung-kuang 弘光 1644–1645              | Ču Jou-sung 朱由崧 1607–1646 Chung-kuang 弘光 1644–1645              | Ču Jou-sung 朱由崧 1607–1646 Chung-kuang 弘光 1644–1645              | Ču Jou-sung 朱由崧 1607–1646 Chung-kuang 弘光 1644–1645              | Ču Jou-sung 朱由崧 1607–1646 Chung-kuang 弘光 1644–1645              | Ču Jou-sung 朱由崧 1607–1646 Chung-kuang 弘光 1644–1645              |                                                    |                                                    | Ču Jou-lang 朱由榔 1623–1662 Jung-li 永曆 1646–1662      | Ču Jou-lang 朱由榔 1623–1662 Jung-li 永曆 1646–1662      | Ču Jou-lang 朱由榔 1623–1662 Jung-li 永曆 1646–1662      | Ču Jou-lang 朱由榔 1623–1662 Jung-li 永曆 1646–1662      | Ču Jou-lang 朱由榔 1623–1662 Jung-li 永曆 1646–1662      | Ču Jou-lang 朱由榔 1623–1662 Jung-li 永曆 1646–1662      |                                                  |                                                  |                                                  |                                                  |
| Ču Jou-ťiao 朱由校 1605–1627 Si-cung 熹宗 Tchien-čchi 天啟 1620–1627     | Ču Jou-ťiao 朱由校 1605–1627 Si-cung 熹宗 Tchien-čchi 天啟 1620–1627     | Ču Jou-ťiao 朱由校 1605–1627 Si-cung 熹宗 Tchien-čchi 天啟 1620–1627     | Ču Jou-ťiao 朱由校 1605–1627 Si-cung 熹宗 Tchien-čchi 天啟 1620–1627     | Ču Jou-ťiao 朱由校 1605–1627 Si-cung 熹宗 Tchien-čchi 天啟 1620–1627                    | Ču Jou-ťiao 朱由校 1605–1627 Si-cung 熹宗 Tchien-čchi 天啟 1620–1627                    |                                                                                         |                                                                                         | Ču Jou-ťien 朱由檢 1611–1644 S’-cung 思宗 Čchung-čen 崇禎 1627–1644                                                | Ču Jou-ťien 朱由檢 1611–1644 S’-cung 思宗 Čchung-čen 崇禎 1627–1644                                                | Ču Jou-ťien 朱由檢 1611–1644 S’-cung 思宗 Čchung-čen 崇禎 1627–1644                                                | Ču Jou-ťien 朱由檢 1611–1644 S’-cung 思宗 Čchung-čen 崇禎 1627–1644                                                | Ču Jou-ťien 朱由檢 1611–1644 S’-cung 思宗 Čchung-čen 崇禎 1627–1644                                                | Ču Jou-ťien 朱由檢 1611–1644 S’-cung 思宗 Čchung-čen 崇禎 1627–1644                                                |                                                                      |                                                                      | Ču Jou-sung 朱由崧 1607–1646 Chung-kuang 弘光 1644–1645              | Ču Jou-sung 朱由崧 1607–1646 Chung-kuang 弘光 1644–1645              | Ču Jou-sung 朱由崧 1607–1646 Chung-kuang 弘光 1644–1645              | Ču Jou-sung 朱由崧 1607–1646 Chung-kuang 弘光 1644–1645              | Ču Jou-sung 朱由崧 1607–1646 Chung-kuang 弘光 1644–1645              | Ču Jou-sung 朱由崧 1607–1646 Chung-kuang 弘光 1644–1645              |                                                    |                                                    | Ču Jou-lang 朱由榔 1623–1662 Jung-li 永曆 1646–1662      | Ču Jou-lang 朱由榔 1623–1662 Jung-li 永曆 1646–1662      | Ču Jou-lang 朱由榔 1623–1662 Jung-li 永曆 1646–1662      | Ču Jou-lang 朱由榔 1623–1662 Jung-li 永曆 1646–1662      | Ču Jou-lang 朱由榔 1623–1662 Jung-li 永曆 1646–1662      | Ču Jou-lang 朱由榔 1623–1662 Jung-li 永曆 1646–1662      |                                                  |                                                  |                                                  |                                                  |
| 3 (zemřeli v dětství, poslední roku 1626)                                | 3 (zemřeli v dětství, poslední roku 1626)                                | 3 (zemřeli v dětství, poslední roku 1626)                                | 3 (zemřeli v dětství, poslední roku 1626)                                | 3 (zemřeli v dětství, poslední roku 1626)                                               | 3 (zemřeli v dětství, poslední roku 1626)                                               |                                                                                         |                                                                                         | 7 | 7 | 7 | 7 | 7 | 7 |                                                                      |                                                                      |                                                                      |                                                                      |                                                                      |                                                                      |                                                                      |                                                                      |                                                    |                                                    |                                                          |                                                          |                                                          |                                                          |                                                          |                                                          |                                                  |                                                  |                                                  |                                                  |
| 3 (zemřeli v dětství, poslední roku 1626)                                | 3 (zemřeli v dětství, poslední roku 1626)                                | 3 (zemřeli v dětství, poslední roku 1626)                                | 3 (zemřeli v dětství, poslední roku 1626)                                | 3 (zemřeli v dětství, poslední roku 1626)                                               | 3 (zemřeli v dětství, poslední roku 1626)                                               |                                                                                         |                                                                                         | 7 | 7 | 7 | 7 | 7 | 7 |                                                                      |                                                                      |                                                                      |                                                                      |                                                                      |                                                                      |                                                                      |                                                                      |                                                    |                                                    |                                                          |                                                          |                                                          |                                                          |                                                          |                                                          |                                                  |                                                  |                                                  |                                                  |
|                                                                          |                                                                          |                                                                          |                                                                          |                                                                                         |                                                                                         |                                                                                         |                                                                                         | | | | | | |                                                                      |                                                                      |                                                                      |                                                                      |                                                                      |                                                                      |                                                                      |                                                                      |                                                    |                                                    |                                                          |                                                          |                                                          |                                                          |                                                          |                                                          |                                                  |                                                  |                                                  |                                                  |
|                                                                          |                                                                          |                                                                          |                                                                          |                                                                                         |                                                                                         |                                                                                         |                                                                                         | | | | | | |                                                                      |                                                                      |                                                                      |                                                                      |                                                                      |                                                                      |                                                                      |                                                                      |                                                    |                                                    |                                                          |                                                          |                                                          |                                                          |                                                          |                                                          |                                                  |                                                  |                                                  |                                                  |
|                                                                          |                                                                          |                                                                          |                                                                          |                                                                                         |                                                                                         |                                                                                         |                                                                                         | 1 | | | | | |                                                                      |                                                                      |                                                                      |                                                                      |                                                                      |                                                                      |                                                                      |                                                                      |                                                    |                                                    |                                                          |                                                          |                                                          |                                                          |                                                          |                                                          |                                                  |                                                  |                                                  |                                                  |
|                                                                          |                                                                          |                                                                          |                                                                          |                                                                                         |                                                                                         |                                                                                         |                                                                                         | | | | | | |                                                                      |                                                                      |                                                                      |                                                                      |                                                                      |                                                                      |                                                                      |                                                                      |                                                    |                                                    |                                                          |                                                          |                                                          |                                                          |                                                          |                                                          |                                                  |                                                  |                                                  |                                                  |
|                                                                          |                                                                          |                                                                          |                                                                          |                                                                                         |                                                                                         |                                                                                         |                                                                                         | Ču Cch’-lang 朱慈烺 1629–1644 následník 1630–1644                                                                  | | | | | |                                                                      |                                                                      |                                                                      |                                                                      |                                                                      |                                                                      |                                                                      |                                                                      |                                                    |                                                    |                                                          |                                                          |                                                          |                                                          |                                                          |                                                          |                                                  |                                                  |                                                  |                                                  |
|                                                                          |                                                                          |                                                                          |                                                                          |                                                                                         |                                                                                         |                                                                                         |                                                                                         | | | | | | |                                                                      |                                                                      |                                                                      |                                                                      |                                                                      |                                                                      |                                                                      |                                                                      |                                                    |                                                    |                                                          |                                                          |                                                          |                                                          |                                                          |                                                          |                                                  |                                                  |                                                  |                                                  |